# Langues dogon
Cet article concerne les langues dogon. Pour le peuple dogon, voir Dogon (peuple). Pour la langue gour parlée au Burkina Faso, voir Dogoso.
Les langues dogon sont une branche de la famille des langues nigéro-congolaises. Elles sont parlées par 600 000 locuteurs au Burkina Faso et au Mali.

## Description
Il s'agit en fait de plus de vingt dialectes parfois intercompréhensibles, avec de nombreuses variantes dialectales selon les villages. Un effort de normalisation est en cours. Les trois dialectes considérés les plus archaïques sont le jamsay, le tommo so et le toro so. Au Mali, la Direction nationale de l’alphabétisation fonctionnelle et de la linguistique appliquée (DNAFLA) a choisi le tɔrɔ sɔɔ comme forme standard du dogon dans les années 1970 et celle-ci est considérée comme une langue nationale.
Le tomo kan est parlé par une grande majorité des Dogons des cercles de Bankass, une partie de Bandiagara, Tominian, Mopti (Somandougou) et une partie du Burkina.
Il y a aussi des Dogons qui parlent le sigi so, une langue secrète, parlée par les membres de la société Awa (société des masques) lors des cérémonies religieuses.

## Lexique
Lexique des langues dogon selon Heath et al. (2015):
| nᵒ    | français                                                     | anglais                                                     | Mombo (Songho)             | Yanda Dom (Yanda)                            | Najamba (Kubewel-Adia)                                                        | Yorno-So                                   | Tommo-So (Tongo Tongo)                                        | Ben Tey (Beni)                                                                   | Nanga (Anda)                  | Bankan-Tey (Walo)                | Toro Tegu (Tabi)                              | Togo-Kan (Koporo-pen)    | Jamsay (orthographe)              | Jamsay (Douentza)                     | Perge Tegu (Pergué)     | Gourou (Kiri)     |
| ----- | ------------------------------------------------------------ | ----------------------------------------------------------- | -------------------------- | -------------------------------------------- | ----------------------------------------------------------------------------- | ------------------------------------------ | ------------------------------------------------------------- | -------------------------------------------------------------------------------- | ----------------------------- | -------------------------------- | --------------------------------------------- | ------------------------ | --------------------------------- | ------------------------------------- | ----------------------- | ----------------- |
| 00001 | animal domestique (surtout bétail)                           | domestic animal (esp. livestock)                            | dèbù bɛ́lí, bɛ́lí            | àzɛ̀gɛ̀ / -mú                                  | dúmɛ́-ŋgó / dúmɛ́ː                                                              | àrùsɛ̀gɛ́                                    | gìnɛ̀-ý bɛ̀lù, bɛ̀lú                                             | àrsɛ̌ː-m / àrsɛ̌ː                                                                  | gàsɛ̀gɛ́                        | jáwdì-m / jáwdì, dáːbà-m / dáːbà | àrùzàká, àrzàgá                               | gìrⁿí árúsɛ̀gɛ̀            | asɛgɛ, gasɛgɛ                     | àsɛ̀gɛ́, gàsɛ̀gɛ́                         | àsɛ̀gɛ́                   | gàrsɛ̀gɛ́           |
| 00004 | chameau                                                      | camel                                                       | ɲɔ̀ŋɔ̀mɛ́                     | ɔ̀gɔ̀-ñɔ̀ŋɔ̀ / -mú                               | ñ̀ɔ̀ŋɔ̀mɛ́ / ñɔ̀ŋɔ̌ː-mbó                                                            | ɔ̀gɔ̀-yɔ̌ːⁿ                                   | ɲòŋóm                                                         | ɔ̀ːñùwⁿɔ̂-m                                                                        | ɔ̀gɔ̀-ñɔ̀ŋɔ̂                      | ɔ̀ːnⁿɛ̂-m / ɔ̀ːñɛ̂ⁿ                  | ñɔ́                                            | ɔ̀gɔ̀-ñɔ̌                   | ɔgɔñuŋo                           | ɔ̀ɣɔ̀-ñùŋó                              | ɔ̀gɔ̀-ñùwⁿó               | ɔ̀ɣɔ̀-yⁿùwⁿó        |
| 00005 | chat                                                         | cat                                                         | gàːwⁿě                     | gàːⁿ / -mù                                   | gáŋà / gáŋà-mbò                                                               | gámà                                       | gámmá                                                         | nìnìwⁿɛ̌-m                                                                        | dòndíyê                       | nùmǎ-m / nùmá                    | nìwⁿá                                         | dònó                     | niniwⁿe                           | nì-nìwⁿé                              | nì-nìwⁿé                | nìnìwⁿé           |
| 00006 | bovin (vache ou taureau)                                     | cow, bull (any bovine)                                      | nâː                        | nàː / -mù                                    | nɛ̌ː / nàwóː                                                                   | nǎː                                        | nàá                                                           | nǎː-m                                                                            | nàŋá                          | nǎː-m / nǎː                      | nàŋá                                          | nàŋá                     | naŋa                              | nàŋá                                  | nàŋá                    | nàŋá              |
| 00016 | chien                                                        | dog                                                         | ínjɛ̀                       | ìnjɛ̀ / -mù, ǹjɛ̀ / -mù                        | ŋ̀gwɛ̌ː / ŋ̀gwɛ̀ː-mbó                                                             | ìjú                                        | ìsé                                                           | ìnjɛ̌-m / ìnjɛ́                                                                    | nɛ̀rⁿî                         | ǹjèrû-m / ǹjèrú                  | nènú                                          | ìsí                      | iju                               | ìjú                                   | ìšú                     | ìzú               |
| 00017 | chèvre                                                       | goat                                                        | úná                        | ʔə́nɛ́ / -mù                                   | ínè / ínàː                                                                    | ɛ̀rⁿɛ́                                       | ɛ̀nɛ́                                                           | bɛ́rì-m = bɛ́rù-m / bɛ́rù                                                           | bɛ́rî, mírⁿê, mɛ́rⁿɛ̂            | bɛ́rù-m / bɛ́rù                    | ɛ̀rⁿá                                          | ɛ̀rⁿɛ́                     | bɛru, bɛnna, ɛrⁿɛ                 | bɛ̀rú, bɛ̀n-náː, ɛ̀rⁿɛ́                   | ɛ̀rⁿɛ́                    | bɛ̀rú              |
| 00029 | mouton                                                       | sheep                                                       | ánnà                       | pɛ̀ː / -mú                                    | pɛ̀gɛ́ / pɛ̀gɛ́-mbó                                                               | péjú                                       | pédú                                                          | pɛ̀rɛ̌-m / pɛ̀rɛ́                                                                    | pɛ̀rgɛ́                         | pɛ̀rɛ̌-m / pɛ̀rɛ́                    | bɛ̀lú                                          | péjú                     | peju                              | péːjú                                 | péːsú                   | péːzú             |
| 00043 | cheval                                                       | horse                                                       | sóɲónì                     | sòm                                          | bàné / bà-mbó, bǎn / bǎn-bó                                                   | sǒm                                        | sóm                                                           | sǒ-m / sǒː                                                                       | sǒŋ                           | sǒ-m / sǒː                       | sòŋgú, sòŋú, sǒŋ                              | sɔ̌ⁿ                      | som                               | sǒm                                   | sǒm                     | sǒm               |
| 00044 | pigeon (domestic)                                            | pigeon (domestic)                                           | dèbù gúmbá-gúmbà           | gùlúmbà                                      | gùrmbâː / gùrmbâː-mbò                                                         | gùrùmâː                                    | gùrùmbáá                                                      | gɔ᷈ːⁿ-m / gɔ᷈ːⁿ                                                                    | jàːmbá                        | tùrùsû-m / tùrùsûː               | tùsûm                                         | pèlè gúmó                | kikaja                            | kì-kájà                               | kà-kásà                 |                   |
| 00047 | (tout) oiseau                                                | bird (any)                                                  | ìní                        | àñàn / -mù                                   | nǐː / nìː-mbó                                                                 | sì-sǎː                                     | sàdàá                                                         | nìyⁿî-m / nìyⁿîː                                                                 | lìːgí                         | nǐː-m / nǐː                      | sǎy                                           | sàjú                     | sajiⁿ, saju                       | sàːj-îːⁿ, sàjú                        | sà-sǎy                  |                   |
| 00049 | cochon                                                       | pig                                                         | álúwà                      | tól                                          | àlíyà / àlíyà-mbò, ólé àlìyà / ólé àlìyà-mbò                                  | tól                                        | tólú                                                          | tórú-m / tórú                                                                    | tóːrì                         | àríyè-m / àríyà                  | tórú                                          | tórú                     | toru                              | tórú                                  | tórú                    |                   |
| 00095 | âne                                                          | donkey                                                      | kɔ́nyɔ̀                      | zàmdúrú                                      | párŋgá / párŋgá-mbó, páráŋgá / páráŋgá-mbó                                    | jàmdúl                                     | jàndúlú, dúlú                                                 | súrú-bɔ̀ŋgɔ̂-m, sú-bɔ̀ŋgɔ̂-m                                                         | súmáŋà                        | dúrù-m / dúrù                    | zàndúrú                                       | jɔ̀ⁿtúrú                  | janduru, jamduru                  | jàndúrú, jàmdúrú                      | jàmdúrú                 | zàmdúrú           |
| 00129 | poulet                                                       | chicken                                                     | síjà                       | ɛ̀dɛ̀ / -mú                                    | kòkórò / kòkôr-mbò, kórò / kôr-mbò                                            | ɛ̀ñɛ́                                        | ɛ̀njɛ́                                                          | ɛ̀njɛ̂-m / ɛ̀njɛ̂ː                                                                   | ɛ̀njɛ̂                          | ɛ̀zɛ̂-m / ɛ̀zɛ̂ː                     | ɛ̀ⁿsá, ɛ̀sá                                     | kògó                     | ɛñɛ                               | ɛ̀ñɛ́                                   | ɛ̀njɛ́                    | ɛ̀sɛ́               |
| 00138 | œuf                                                          | egg                                                         | pólè                       | tòl                                          | pǒl-ŋgó / pòlé                                                                | tâl                                        | tálú                                                          | tàrîː                                                                            | tàːrî                         | tàrîː                            | tàrú                                          | tárú                     | taru                              | tárú                                  | tárú                    | tárú              |
| 00150 | personne, être humain                                        | person, human being                                         | ńdá                        | nò / nò-mó (DefSg nó gɛ̀)                     | nǒː / nò-mbó                                                                  | ìnɛ́ / ìnɛ́-m                                | ńdɛ́                                                           | nǔ-m / nǔː                                                                       | nǔː                           | àsùmǎ-m / àsùmǎː                 | nù-rⁿú / nù-mú = nǔ-m, nùnûːrⁿú / nùmûːmú     | nǎ                       | inen                              | íné-n / íné-m                         | íné-rⁿú / íné-m         | íné-n             |
| 00154 | enfant                                                       | child                                                       | wêː                        | ènè / èné (DefSg èné gɛ̀)                     | èndêː / òndôː                                                                 | îː                                         | íí / úlùm                                                     | yí-m / yìtɛ᷈ː                                                                     | yîː / yì-tɛ̀gɛ̂                 | yí-m / yìːːtɛ̂ː                   | ì-rⁿú / ì-mú = ǐ-m, ì-rⁿíː / ì-míː            | íːⁿ / úrⁿíː              | in                                | î-n / úrⁿ-ùm                          | îːⁿ / ímbè-m            | î-n / ùr-ûm       |
| 00155 | garçon                                                       | boy                                                         | wèː wáláy                  | ènè-án / -mú                                 | èndèː ánè / òndòː ánàː                                                        |                                            | àn-nà-ý / ànà úlùm                                            | àsùwⁿɛ̀-yî-m / àsùwⁿɛ̀-yìtɛ᷈ː = àsùwⁿɛ̀-yîː, àsùwⁿɔ̀-yî-m / àsùwⁿɔ̀-yìtɛ᷈ː = àsùwⁿɔ̀-yîː | árⁿâ-yⁿ                       | àrⁿà-yî-m / àrⁿà-yîː             | à-n-iː̀rⁿíː / àrìː-míː                         | àrⁿá-ỳⁿ / àrⁿá-ùrⁿù      | ayin                              | àyⁿî-n / ǎː-rⁿ-ùm                     | àn-ǐː-rⁿù / ànú-mbè-m   | à-î-n             |
| 00156 | fille                                                        | girl                                                        | wèːyǎːy / wìyɛ̌y / wùːyǎy   | èní-yɛ̀                                       | èndèː yɛ̌ː / òndòː yàwóː                                                       |                                            | ì-yà-ý / yàà úlùm                                             | yàː-yî-m / yà-yìtɛ᷈ː = yàː-yîː                                                    | yǎ-ỳⁿ                         | yàː-yî-m / -yîː                  | yⁿà-rⁿiː̀-rⁿíː / yⁿà-m-ìː-míː                  | ñɛ̌-ỳ̀ⁿ / ñɛ̌-ùrⁿù          | ñɛin                              | ñɛ̀-în / ñɛ̌ː-rⁿ-ùm                     | ñǎ-y-nù / ñǎ-mbè-m      | ñɛ̌-ỳn / ñɛ̌ː-rⁿ-ìm |
| 00172 | femelle                                                      | female                                                      | yɔ̂ː                        | yɛ̀ / yɛ̀-mù                                   | yɛ̌ː / yàwóː                                                                   | yǎː                                        | yàá                                                           | yǎ-m                                                                             | yǎ-ŋ                          | yǎ-m / yǎː                       | yá                                            | yǎː                      | ya                                | yǎː                                   | yǎː                     | yǎː               |
| 00174 | mâle                                                         | male                                                        | wálá                       | án / án-mù                                   | ánè / ánàː                                                                    | àrⁿá                                       | àná                                                           | árⁿà-m                                                                           | árⁿâ                          | árⁿà-m / árⁿà                    | àrá                                           | àrⁿá                     | arⁿa                              | àrⁿá                                  | àrⁿá                    | àrⁿá              |
| 00196 | nouveau                                                      | new                                                         | kándá                      | kàndà / -mù                                  | kàndǎː / kàndɛ̌ː                                                               | kàná                                       | kàndá                                                         | kálà                                                                             | kándà                         | kándà                            | kàlá                                          | kàná                     | kana                              | kàná                                  | kàlá                    | kàná              |
| 00238 | mourir                                                       | die                                                         | máré / dwɛ́ː                | tíbɛ́ / tíbá-lì                               | tíbɛ́                                                                          | yíwⁿɛ́- / yím                               | yímɛ́                                                          | tíwɛ́                                                                             | túwɛ́                          | tíwɛ́                             | núm / núwⁿó                                   | núː                      | nuwⁿo                             | núwⁿó                                 | núwⁿó                   | núwⁿó             |
| 00239 | (la) mort                                                    | death                                                       | dwáː                       | tìbɛ̀                                         | tìbɔ̌ː / tìbɛ̌ː                                                                 | yǐm                                        | yìmú                                                          | tìwɛ́                                                                             | tùwá                          | tìwáː                            | nùwⁿó                                         | nǔː                      | nuwⁿo                             | nùwⁿó                                 | nùwⁿó                   |                   |
| 00251 | tuer                                                         | kill                                                        | gyɛ́ː                       | jɛ́ / jà-lí-                                  | jìyɛ́, gìyɛ́                                                                    | dǎː- / dǎy                                 | dàá                                                           | jìyɛ́                                                                             | jìyɛ́, gìyɛ́                    | jɛ́ / jâ                          | wɔ̌w / wɔ̌ː                                     | dàrⁿá                    | wɔ                                | wɔ̌ː                                   | wɔ̌ː                     | wɔ̌ː               |
| 00307 | corps                                                        | body                                                        | wójì                       | gòzù                                         | gòjí-ŋgé / gòjí                                                               | gòjú                                       | gòdú                                                          | gèsú, jèsú                                                                       | gèsí                          | jèsù gùsú, jèsú                  | jèsù-gùsú, jèsù-kùsú, húlè                    | gìyé                     | jeju, jejuguju                    | jèjú, jèjù-gùjú                       | gèsú                    | gèsú              |
| 00309 | peau                                                         | skin                                                        | gújù                       | gùzù                                         | gùjú / gùjé                                                                   | gùjú                                       | gùdú                                                          | gùsú                                                                             | gùsí                          | gùsú                             | gùsú                                          | gùjú                     | guju                              | gùjú                                  | gùsú                    | gùsú              |
| 00311 | chair                                                        | flesh, muscle tissue                                        | ńdá námá                   | gòzù-nàmà                                    | gòjì-nàmâː                                                                    | gòjù-nàwⁿá, nàwⁿà-jâyⁿ                     | nàmà búnjɔ́                                                    | nàwⁿàː-bàrⁿây                                                                    | nàmà-bùrá, gèsì-nàmâ          | nàmâː, gèsù nàmâː                | nàː búŋúnò                                    | nɔ̀wⁿɔ̀-jáⁿ                | jejunɔwⁿɔ                         | jèjù nɔ̀wⁿɔ́                            | gèsù-nàwⁿá              |                   |
| 00313 | sang                                                         | blood                                                       | gèːŋgé                     | jènjù                                        | gěn-gé / gěn                                                                  | ìllîː                                      | ìlìyé                                                         | gòŋgòró                                                                          | gòndùgó                       | gòŋgòró                          | néŋ                                           | nɛ́                       | nɛyⁿ                              | nɛ̂yⁿ                                  | nɛ̂m                     | nɛ̂yⁿ              |
| 00316 | cervelle                                                     | brain (tissue)                                              | bógè / kòː bógè            | bɔ̀ndúm                                       | kîː nòːndìː, dánàː nòːndìː                                                    | kúː-bɔ́nɔ̀                                   | dànà bɔ́ndú                                                    | kùː-bɔ̀nîː                                                                        | kùː-tɔ́ːnjɔ́                    | nɔ̀ːnîː                           | lòlí, kù-lòlí                                 | sìyè-bɔ́ːnɔ́               | kuⁿbɔnum                          | kùⁿ-bɔ́ːnùm                            | kùː-bònîː               | kùːⁿ sèːbɔ́nùm     |
| 00318 | ventre                                                       | belly                                                       | píjí                       | bɛ̀dɛ̀                                         | kûl / kûl                                                                     | bɛ̀rɛ́                                       | bɛ̀rɛ́                                                          | pìré                                                                             | bèndé                         | pìré                             | bèté, pùró                                    | bǐn, bìní                | bɛrɛ                              | bɛ̀rɛ́                                  | bɛ̀rɛ́                    | bɛ̀rɛ́              |
| 00320 | nombril                                                      | navel                                                       | bòŋgèlé                    | bɔ̀ŋɔ̀                                         | bɔ́ŋgɔ̀ː / bɔ́ŋgɛ̀ː                                                               | bɔ̀gì-ý                                     | bɔ̀ŋgɔ̀-ý                                                       | bɔ̀ŋgɔ́                                                                            | bɔ̀ŋgɔ́                         | kón                              | kórú                                          | bɔ̀gú                     | kon                               | kón                                   | bɔ̀ŋgɔ́                   | kón               |
| 00322 | poitrine                                                     | chest (body)                                                | gɔ̂ːⁿ                       | jèñù                                         | pɛ́lɛ̀-ŋgè / pɛ́lɛ̀, gènjè-gènjêː-ŋgè / gènjè-gènjêː, jèn-jènjêː / jèn-jènjêː     | gɔ̌ːⁿ                                       | gèɲɲú                                                         | jɛ̀lɛ̀-kûː                                                                         | gòmbórô                       | gèndèkûː                         | cɛ̀lkú                                         |                          | gɔŋɔ                              | gɔ̀ŋɔ́                                  | gɔ̀wⁿɔ́                   | gɔ̀ŋɔ́              |
| 00323 | sein de la femme                                             | female breast                                               | ógyé                       | émé                                          | ónjùː / ónjìː                                                                 | írù                                        | írú                                                           | írù                                                                              | úrî                           | úrù                              | írù                                           | írí                      | iru                               | írù                                   | ɛ̂m                      | írù               |
| 00325 | dos                                                          | back (body)                                                 | túndú                      | tùnù                                         | bàndí-ŋgé / bàndí                                                             | ònɔ́                                        | ònnú                                                          | tùlù-kɛ́lɛ̀                                                                        | tùndù bìrⁿɛ́                   | tùndú, tùndù kɛ́ndɛ̀               | tùŋɔ́                                          | dògò-kɛ́nɛ́                | gun, guncɛnɛ                      | gǔn, gùn-cɛ́nɛ́                         | tùr-kɛ́lɛ́                | gùn kɛ́nɛ́          |
| 00343 | os                                                           | bone                                                        | gàːwⁿěː                    | kìrⁿà                                        | kìná-ŋgó / kìná                                                               | kǐː                                        | kìyé                                                          | cìrⁿéy                                                                           | kìrⁿá                         | kìrⁿěy                           | cìrá                                          | kìrⁿí                    | cirⁿe                             | cìrⁿé                                 | kìrⁿé                   | kìrⁿé             |
| 00359 | foie                                                         | liver                                                       | kíndá                      | kíndá                                        | kéndàː / kɛ́ndɛ̀ː                                                               | kínɛ́                                       | (nàmà)̀ kíndɛ́                                                  | cɛ́lɛ̀                                                                             | kɛ́ndɛ̀                         | kɛ́ndɛ̀                            | cɛ́lá                                          | kɛ́nɛ́                     | cɛnɛ                              | cɛ́nɛ̀                                  | kɛ́lɛ̀                    | kɛ́nɛ̀              |
| 00360 | cœur                                                         | heart                                                       | dóŋgósí                    | kìndà-àndònò, kìndà dùgá                     | kèndàː sósòròː / kɛ̀ndɛ̀ː sósòrèː                                               | lòŋgá                                      | kìndɛ̀ dúgɔ́                                                    | cɛ̀lɛ̀-yîː                                                                         | kɛ̀ndɛ̀-sóró                    | kɛ̀ndɛ̀ dúwà                       | cɛ̀là-tóŋó                                     | kɛ̀nɛ̀-jógó                | cɛnɛ                              | cɛ́nɛ̀                                  | kɛ̀lɛ̀-îːⁿ                | kɛ̀nɛ̀ îːⁿ          |
| 00361 | poumon                                                       | lung                                                        | pùjù-pájù                  | púːzù-páːzù                                  | búbùjûː / búbùjìː                                                             | bǔːjù-bàːjù                                | kìndɛ̀ bùúdú-bààdù                                             | pùːsù-pàːsá, cɛ̀lɛ̀-pùːsù-pàːsá                                                    | kɛ̀ndɛ̀-[púːsù-pâːs]            | pùsù-pàsá                        | kùpàːⁿsú                                      | púːjù-páːjù              | pujupaju                          | pùːjú-pàːjú                           | pùːsù-pàːsá             | pùːzùpàːzú        |
| 00364 | estomac                                                      | stomach                                                     | píndí-píndí                | pìdìm bìn                                    | bìndù gìndɔ́ː                                                                  | bìnɛ́                                       | bìndù bòró                                                    | bìnjírì                                                                          | bìndì dùgí                    | pìrè-kɔ̀rɔ̀ díyⁿàwⁿ                | bètè-ká                                       | pùró                     | puro                              | pùró                                  | bìŋgírì                 | pùpùró            |
| 00368 | intestin (gros et grêle)                                     | intestines (big and small)                                  | nòlè ɲóŋgò                 | pídím                                        | bìndú / bìndé                                                                 | kɔ̀ljâː                                     | bìndú                                                         | pìrè-kɔ́rɔ̀                                                                        | bìndî, pìrè-kɔ́rɔ̂              | pìrè-kɔ́rɔ̀                        | pùŋúrɔ̀, pùŋgúrɔ̀                               | kɔ̀rⁿíː                   | kɔrⁿiⁿ                            | kɔ̀rⁿîːⁿ                               |                         | kɔ̀rⁿîː            |
| 00387 | genou                                                        | knee                                                        | kúnjúgà                    | kúnzú                                        | nàː-kínjì-ŋgè / nàː-kínjìː                                                    | yúŋóló                                     | ànù yóŋóló                                                    | sínjìː                                                                           | kùnjò-kúnjô                   | kízì                             | nìŋó                                          | nèŋèrè-kúⁿ               | nɛŋɛ, nɛŋɛbere                    | nɛ̀ŋɛ́, nɛ̀ŋɛ̀ béré                       | nìŋgé                   | nèŋé              |
| 00391 | coude                                                        | elbow                                                       | nɛ̀ː kóló-kólò              | nùmà-tɔ́ndɔ́                                   | nùmà-kínjìː / nùmà-kínjìː, nùmà-tɔ́ndɔ̀ː / nùmà-tɔ́ndɛ̀ː, nùmà-dɔ́rɔ̀ː / nùmà-dɔ́rɛ̀ː | nòyⁿ-[tú-tɔ́ŋ]                              | tɔ́ndɔ́m                                                        | nàː-tútɔ̂w, nàː-títɔ̂w                                                             | nàː tɔ̀ŋɔ̀-tɔ́ŋɔ̂                 | nàː tótôw                        | lɔ̀ tùŋó                                       | nùmɔ̀-tɔ̀tɔ́gú              | numotitɔŋ                         | nùmò tìtɔ̌ŋ                            | nùwⁿò-tɔ́tɔ́gú            | nùmò títóŋ        |
| 00401 | main, bras                                                   | hand, arm                                                   | nɛ̂ː, nwɛ̂ː                  | nùmà                                         | nùmǎː / nùmɛ̌ː                                                                 | nǒyⁿ                                       | nùmɔ́                                                          | nǎː                                                                              | nǎː                           | nǎː                              | lɔ́                                            | nùmɔ́                     | numo                              | nùmó                                  | nùwⁿó                   | nùmó              |
| 00411 | pied                                                         | foot                                                        | síː                        | nàː                                          | nàː-gó / nǎː                                                                  | kúbɔ́                                       | ánú                                                           | lɔ̀sɔ̂ː                                                                            | lɔ̀sɔ̂                          | ǹdɔ̀sɔ̂ː                           | kúwɔ́, kùwɔ̀-tɔ́                                 | kúwɔ́                     | kɔ                                | kɔ́ː ? [also kúwɔ́ ?]                   | kúwɔ́                    | kúwⁿ́ ...          |
| 00412 | jambe                                                        | leg                                                         |                            | nàː                                          | nàː-gó / nǎː                                                                  | kúbɔ́                                       | ánú                                                           | lɔ̀sɔ̂ː                                                                            | lɔ̀sɔ̂                          | ǹdɔ̀sɔ̂ː                           | kúwɔ́                                          | pàgá                     | kɔ                                | kɔ́ː                                   | kúwɔ́                    | kúwⁿ́ ...          |
| 00420 | cuisse, jambe supérieure (de personne)                       | thigh, upper leg (of person)                                |                            | pàgà                                         | nàː-págàː / -págɛ̀ː                                                            | pàgá                                       | ànù pàgá                                                      | pì-pǎː                                                                           | pàgá                          | pǎː                              | pàgá                                          | tɔ̀wɔ́                     | daŋarⁿa, digɛ                     | dáŋárⁿá, dígɛ́                         | pà-pàgá                 | dígɛ́              |
| 00422 | doigt                                                        | finger                                                      | nɛ̀ː síː                    | nùmà-éː, nùmà-yé                             | nùmà-sɛ́ndɔ̀ː / -sɛ́ndɛ̀ː                                                         | nòyⁿ-sǎy                                   | nùmɔ̀ sǎy                                                      | nàː-sîːⁿ                                                                         | làsìrî                        | nàː-sìrîː                        | lɔ̀-[ì-rⁿú]                                    | nùmɔ̀-íːⁿ                 | numoiⁿ                            | nùmò-îːⁿ                              | nùwⁿò-šîːⁿ              | nùmò îːⁿ          |
| 00431 | ongle (de la main)                                           | fingernail                                                  | nɛ̀ː síː kòbèlè             | nùmà-[kòmbíl-yè]                             | nùmà-kóbùlùː / -kóbìlìː                                                       | nòyⁿ-kòbìlǐː                               | nùmɔ̀ sày kobìlìyé                                             | nàː-sìːⁿ kɔ̌wːrⁿⁿìː                                                               | làsìrì-kɔ̀mɔ́rɔ̂, làsìrì-kɔ̀mbɔ́rɔ̂ | nàː-sìrìː kɔ́ːrɔ̂ː                 | lɔ̀-cèwrěy                                     | nùmɔ̀-kɔ̀rⁿíː              | numokikow                         | nùmò-[kì-kǒw]                         | nùwⁿò-šìːⁿ kómjó        | nùmò kǒw          |
| 00434 | cheveux                                                      | hair                                                        | kúlɛ́                       | kùlà                                         | kùlɛ́-ŋgó / kùlɛ́                                                               | kù-kûl                                     | kúló                                                          | kù-kúyɔ́                                                                          | kìyá                          | kùyá                             | kúrɔ́                                          | kúrɔ́                     | kurɔ                              | kúrɔ́                                  | kúrɔ́                    | kúrɔ́              |
| 00435 | cheveux (de tête)                                            | head hair                                                   | kóː kúlɛ̀                   | kòː-kùlà                                     | kìː kùlɛ́                                                                      | kù-kùlǐː                                   | kùŋgùlò-ý                                                     | kùː-[kù-kúyɔ́]                                                                    | kùː-kìyá                      | kùː kùyá                         | kù-kúrɔ́                                       | kùⁿ-kúrɔ́                 | kuⁿkurɔ                           | kùːⁿ kúrɔ́                             | kùː-kúrɔ́                | kùːⁿ kúrɔ́         |
| 00455 | tête                                                         | head                                                        | kóː                        | dànà-bàndá, dàná, kóː, kòː-tógóró            | kîː-ŋgè / kîː, dánàː / dánɛ̀ː                                                  | kûː, dárⁿá                                 | kúú, dáná                                                     | kûː, kù-tógórò                                                                   | kûː                           | kûː                              | kú, kù-bónó                                   | kùⁿ-kɛ́nɛ́, kúⁿ            | darⁿa, kuⁿ                        | dárⁿá, kúːⁿ                           | kùː-tógóró              | kúːⁿ              |
| 00460 | oreille                                                      | ear                                                         | súgúlí kìjìkìjì            | sún                                          | súnùː / súnìː                                                                 | súgùrù                                     | súgúlú                                                        | súːrⁿù                                                                           | súŋúrⁿì                       | sûn                              | súgúrú                                        | súgúrú                   | sun                               | sûn                                   | súŋúrⁿù                 | súŋùn             |
| 00464 | œil                                                          | eye                                                         | gírè                       | gìd-íyè, gìdè                                | gìró / gìré                                                                   | gìrǐː                                      | gìré                                                          | jìré                                                                             | gìré                          | gìré                             | jìró, gìró                                    | gìré                     | jire                              | jìré                                  | gìré                    | gìré              |
| 00477 | bouche                                                       | mouth                                                       | dónì                       | cɛ́nɛ́, m̀bò                                    | ìbí-ŋgé / ìbí                                                                 | kɛ̀nɛ́, áŋá                                  | kɛ̀nnɛ́, áŋá                                                    | mǒː, m̀bǒː                                                                        | nɔ̌ː                           | mbǔː                             | ká                                            | káⁿ                      | ka                                | káː                                   | káː                     | káː               |
| 00478 | langue (corps)                                               | tongue                                                      | nèːndé                     | nɛ̀mdà                                        | nɛ̌ndɔ̀ː / nɛ̌ndɛ̀ː                                                               | nɛ́nɛ́, nɛ̀nɛ̌ː                                | nííndɛ́                                                        | lɛ̀mdɛ̂ː                                                                           | nɛ́ndɛ̀                         | lɛ̀mbìrɛ̂                          | lèlá                                          | nɛ́nɛ́                     | nɛnɛ                              | nɛ̀nɛ́                                  | lɛ̀lɛ́                    | nɛ̀nɛ́              |
| 00483 | nez                                                          | nose                                                        | kínjà                      | kìnzà                                        | kìnjâː / kìnjɛ̂ː                                                               | kín                                        | kínú                                                          | círⁿì                                                                            | kírⁿê                         | círⁿè                            | cìrⁿò-ká                                      | kírⁿí                    | cirⁿe                             | círⁿé                                 | kírⁿé                   | kírⁿé             |
| 00488 | visage                                                       | face                                                        | gìrè úmbúlú                | gìdè-nòm                                     | gìrò-m̀bùlǎː / -mbùlɛ̌ː, gìr-mùlǎː / -mulɛ̌ː                                     | gìrù-pàlá                                  | gìrè m̀bùló                                                    | jìrè nûm                                                                         | gìrè-nɔ̌ː                      | gìrè nûm                         | jìnǒŋ, gìnǒŋ                                  | gìrè-bàrⁿá               | jireparⁿa                         | jìrè-pàrⁿá                            | gìrè-nǔm                |                   |
| 00489 | front                                                        | forehead                                                    | gíndó                      | dìmè                                         | géndè-ŋgè / géndèː                                                            | dìmɛ́                                       | dìmmú                                                         | dìmbêː                                                                           | gímbè                         | dìmbêy                           | dìmó                                          | dìmé                     | dime                              | dímé                                  | dìmbé                   | dǐm               |
| 00496 | joue                                                         | cheek                                                       | tégámó                     | pàmà                                         | tùrûː / tùrîː                                                                 | màná, légè                                 | tùgú                                                          | cèlêː                                                                            | kèːndê                        | kèndêy                           | kà-pìrŋgó                                     | légé                     | busumo, lege                      | bùsùmó, légé                          | kèlé                    |                   |
| 00498 | menton                                                       | chin                                                        | béːⁿ                       | bìyà                                         | a᷈ː / ǎːyè                                                                     | bì-bɛ̌ː                                     | bɛ̀-bɛ̀ɛ́                                                        | òmbôy                                                                            | ɔ̀ːmbɔ̂                         | ɔ̀mbɔ̂y                            | bɛ̌w                                           | bɛ̀-dònó                  | bɛw                               | bɛ̌w                                   |                         | bɛ̌w               |
| 00499 | dent                                                         | tooth                                                       | ínnì                       | ìn                                           | ìnɔ̌ː / ìnɛ̌ː                                                                   | ɛ̌n                                         | ìnú                                                           | ìrⁿú, ìrⁿí                                                                       | ǹnɛ́, ìnɛ́, ìrⁿɛ́                | ŋìrⁿɛ́, ñìrⁿɛ́                     | jìrⁿó                                         | ìrⁿí                     | irⁿe                              | ìrⁿé                                  | ìrⁿé                    | ìrⁿé              |
| 00521 | cou                                                          | neck                                                        | párù                       | kɔ̀lɔ̀                                         | mɔ᷈ː / mɔ̌ɛ̀                                                                     | kù-kɔ̀lɔ́                                    | ɔ̀dɔ́                                                           | kɔ̀rɔ́                                                                             | kɔ̀rɔ́                          | kɔ̀rɔ́                             | kɔ̀rɔ́                                          | kɔ̀rɔ́                     | kɔrɔ                              | kɔ̀rɔ́                                  | kɔ̀rɔ́                    | kɔ̀rɔ́              |
| 00556 | respirer (verbe)                                             | breathe (verb only)                                         | néndélè                    | nìndúgó / nìndúgó-lì                         | súnjí                                                                         | nínɛ́- / nínú                               | nínnɛ́                                                         | súⁿ                                                                              | súmó                          | súmɔ́                             | húmsú / húmsó                                 | ñìné                     | yine                              | yìné                                  | súwⁿó                   | súwⁿó             |
| 00596 | bâiller, faire un bâillement                                 | yawn, make a yawn                                           |                            | àːlìyà áːlíyɛ́                                | àyîn ǎy                                                                       | wàːg-ɛ̂ː wǎːg-ɛ́ː                            | àŋà-mà-kà-káá káá                                             | mòː-kôː kó                                                                       | àːnjâ áːnjí                   | mbùː-kôː kó                      | ká kó / kó                                    | óŋó sáːŋì, óŋó dǎːrì     | kakoyko                           | kàː-kô-y kóː                          | kàː-pôː póː             | kàː kôy kóː       |
| 00613 | cracher                                                      | spit (verb only)                                            | sòːnjí swɛ́ː                | tóː / tóː-lì                                 | swɛ́ / swɛ̀                                                                     | tɔ́ː- / tɔ́ː                                 | tɔ́ɔ́                                                           | tɔ́                                                                               | tɔ́njí                         | tɔ́tí                             | tú / tɔ́                                       | túrɔ́                     | tɔ                                | tɔ́ː                                   | tɔ́ː                     | kágúzá            |
| 00642 | vomir                                                        | vomit (verb only)                                           | sóríŋgè swɛ́ː               | úló / ùlò-lí                                 | úl / ùlè                                                                      | gùlɔ́- / gùlɔ́                               | gùlɔ́                                                          | gùrɔ́                                                                             | úró                           | gùrá                             | bìtú / bìtó, gùrú / gùrɔ́                      | gùrɔ́                     | tɔ                                | tɔ́ː                                   | gùrɔ́                    | tɔ́ː               |
| 00646 | urine                                                        | urine                                                       | mónjì                      | ómzú                                         | mǒnjè                                                                         | ìsán                                       | ǹjàrìí                                                        | òmjú                                                                             | ɔ̀njî                          | ɔ̀zûː                             | ànnà-ní                                       | ìⁿsìrⁿí                  | usurⁿo, susurⁿo                   | ù-sùrⁿó, sù-sùrⁿó                     | ùsùrⁿú                  | ùsùrⁿú            |
| 00649 | rire (verbe)                                                 | laugh (verb only)                                           | mándú mándè                | màndú / màndà-lí                             | màndí / màndè                                                                 | mɔ̌ː- / mɔ̌ː                                 | mòmó                                                          | màní                                                                             | màndí                         | màní                             | mɔ̌m / mɔ̌ː                                     | mɔ̌ː                      | mɔwⁿɔ                             | mɔ̀wⁿɔ́                                 | mɔ̌ːⁿ                    | mɔ̀wⁿɔ́             |
| 00665 | déféquer, faire caca                                         | defecate, have a shit                                       | sùgɔ̀ súgé                  | sùwà súwɔ́                                    | sùgɛ́ súgɛ́                                                                     | bɔ́jɔ̀ bɔ̀jɔ́                                  | bɔ́dɔ́ bɔ̀dɔ́, nààndá káná                                        | sùwɔ́ sùwɔ́                                                                        | sùgɔ́ súgɔ́                     | sùwá sùwá                        | bɔ́sɔ́ bɔ̀sú / bɔ̀sɔ́                              | bɛ́ː bɛ̌ː                  | bɛbɛ                              | bɛ́ː bɛ̌ː                               | bɛ́ː bɛ̌ː                 | bɛ́ː bɛ̌ː           |
| 00666 | excréments, caca                                             | excrement, shit (noun)                                      | súgò                       | sùwà                                         | sùgɛ́                                                                          | bɔ́jɔ̀                                       | bɔ́dɔ́                                                          | sùwɔ́                                                                             | sùgɔ́                          | sùwá                             | bɔ́sɔ́                                          | bɛ́ː                      | bɛ                                | bɛ́ː                                   | bɛ́ː                     | bɛ́ː               |
| 00676 | sueur                                                        | sweat (noun), perspiration                                  | újì                        | úzú                                          | úgù                                                                           | sǒː                                        | sòó                                                           | sùsǒː                                                                            | sǒy                           | sòː-sóː                          | dòró                                          | òːgú                     | ogu                               | òːgú                                  | sò-sǒy                  | òːgú              |
| 00690 | s'asseoir                                                    | sit, sit down                                               | kùnjùgà kóːⁿ kúndá         | óbí-yó / óbí-yó-lì                           | óbí-y                                                                         | dày�ⁿ-ɛ́ː / dàyⁿ-íː                         | dànní-yɛ́                                                      | èwyêː éw-yé, éw-yé                                                               | éw-yé                         | éy-yé                            | dǐŋ / dìŋé                                    | dɛ̀ŋ-îː / dɛ̀ŋ-ɛ́ː          | diŋe, diŋdiŋe                     | dìŋé, dǐŋ dìŋé                        | dènjé                   | dìŋé              |
| 00704 | se mettre debout (verbe)                                     | stand (verb only)                                           | íŋgyɛ̂ː                     | íŋgílɛ́ / íŋgílá-lì                           | íŋgí-yɛ́                                                                       | íŋ-ɛ́ː- / íŋ-íː                             | íŋí-yɛ́                                                        | íː-yí                                                                            | íː-yí                         | íː                               | ígú / ígó                                     | ìg-îː / ìg-ɛ́ː            | ijɛ                               | íjɛ́                                   | ígí-yɛ́                  | ígɛ́               |
| 00734 | se coucher                                                   | lie down, go to bed                                         | bíːyè                      | bì-yó / bì-yè-lí                             | bǐy / bìyè                                                                    | dǐːⁿ- / dǐːⁿ                               | ǹjó ǹjí-yó                                                    | bì-yé                                                                            | bìyé                          | bìyé                             | ìsú / ìsé                                     | ìmú ìm-îː / ìm-ɛ́ː        | iñe                               | ìñé                                   | ìnjé                    | ìsé               |
| 00760 | queue (de chien, de mouton, etc.)                            | tail (of dog, sheep, etc.)                                  | dúlɔ́                       | dùlɔ́                                         | dúlɔ̀ː / dúlɛ̀ː                                                                 | dúlɔ̀                                       | dúlɔ́                                                          | dúrɔ̀                                                                             | dúrâ                          | dúrà                             | báná                                          | dúrɔ́                     | durɔ                              | dúrɔ́                                  | dúrɔ́                    | dùrɔ́              |
| 00762 | aile (d'oiseau)                                              | wing (of bird)                                              | kárákárá                   | kàgádà                                       | kàkàrâː / kàkàrɛ̂ː                                                             | gámìrù                                     | ká-kárú                                                       | gámjá                                                                            | kà-kásâ, jɛ̀rɛ́                 | jɛ̀ndɛ̂ː                           | jɛ̀tá                                          | gáñá                     | gamñu                             | gámñú                                 | gámjá                   | gámsá             |
| 00772 | corne (d'animal)                                             | horn (of animal)                                            | kɛ́lɛ́                       | célá, cɛ́lɛ́                                   | kɛ́lɔ̀ː / kɛ́lɛ̀ː                                                                 | kílɛ̀                                       | kɛ́lɛ́                                                          | cíyà                                                                             | kírâ                          | kíyà, cíyà                       | círá                                          | kírɛ́                     | cirɛ                              | círɛ́                                  | kírɛ́                    | kírɛ́              |
| 00779 | plume (d'oiseau)                                             | feather                                                     | ìní kúlɛ̀                   | kùlà                                         | kùlɛ́-ŋgó / kùlɛ́                                                               | kù-kûl                                     | kúló                                                          | [kù-kúyɔ́]                                                                        | kìyá                          | kùyá                             | kúrɔ́                                          | kúrɔ́                     | kurɔ                              | kúrɔ́                                  | kúrɔ́                    | kúrɔ́              |
| 00867 | racine                                                       | root                                                        | kágì                       | dìlú, dǐl                                    | wǒl-ŋgó / wòlé                                                                | wél                                        | wélú                                                          | wéːrí                                                                            | wèːrî                         | wòrú                             | wóró                                          | bɔ̀rɔ̀-díː                 | bɔrɔceŋ, ceŋ                      | bɔ̀rɔ̀-céːŋ, céːŋ                       | kéːŋgú                  | kéːⁿ              |
| 00883 | écorce                                                       | tree bark                                                   | kòmbòlí                    | tìmè-sábú                                    |                                                                               |                                            | jóyⁿ, kó-kóbú                                                 | kù-kòmbîː, kì-kòmbîː, kòmbîː                                                     | tùmà-pôː, tùmà-[kò-kòmbí]     | tùndú, kò-kòmbûː                 | kǒw, tìwⁿá kôw                                | kòkǒː                    | jey                               | jêy, jǎyⁿ                             | gɛ̂ːⁿ                    | zǎyⁿ              |
| 00900 | feuille (de plante)                                          | leaf (of plant)                                             | kúbɛ̀                       | kùlà                                         | kòmbá-ŋgó / kòmbá                                                             | lɛ̂ː                                        | núyɔ́                                                          | jɛ̀lɛ̂ː, jɛ̀lɛ̂y, jì-jɛ̀lɛ̂ː, jì-jɛ̀lɛ̂y                                                 | úwâ                           | jɛ̀ndɛ̂ː, gɛ̀ndɛ̂ː                   | kɔ̀tɔ́                                          | kúrɔ́                     | kurɔ                              | kúrɔ́                                  | kúrɔ́                    | kúrɔ́              |
| 00969 | fleur (d'arbre ou de plante herbacée)                        | flower (of tree or herb)                                    | púlú                       | wɛ̀rú                                         | pùnɛ̌n-gó / pùnɛ̌n                                                              | pǔy                                        | púyó                                                          | pùrⁿǔy, pùrⁿǐː                                                                   | pùrⁿó                         | pùrⁿó                            | pùró                                          | pìyé                     | purⁿo                             | pùrⁿó                                 | pùrⁿó                   | pùrⁿó             |
| 01023 | boubou ou chemise (toutes sortes)                            | boubou (robe) or shirt (all types)                          | sɔ̂y                        | sɔ̀ŋ-nùŋà                                     | núŋáː / núŋɛ́ː                                                                 | àrùgǒy                                     | bɔ̀ɔ̀gɔ́, sɔ̀w nùmɔ́                                               | sùŋgɔ̌y                                                                           | sùŋgɔ́                         | sùkɔ̌y                            | dòlkí                                         | àrùkó                    | arⁿakɔyⁿ, arakoru                 | àrⁿàkɔ̌yⁿ, àràkòrú                     | àrkǒy                   | àrkǒy             |
| 01232 | coudre (à l'aiguille)                                        | sew (with needle)                                           | kúyé                       | píyɛ́ / pìyá-lì                               | kóy / kòyè                                                                    | lɔ́ː                                        | nɔ̌y nɔ́ɔ́                                                       | kúyó                                                                             | kóː                           | kó                               | átú / átá                                     | tǔⁿ ájìrì                | ajara                             | ájárá                                 | pɛ́ː                     | ásárá             |
| 01247 | coton                                                        | cotton                                                      | kɔ́ːndí                     | cèñè, cɛ̀ñɛ̀ (archaic)                         | sá-gò / sáyè                                                                  | nàmú                                       | kɛ̀ɲɲɛ́                                                         | nàːmbú, nàːmú                                                                    | nàːmbí                        | nàmú                             | nǎm                                           | kɔ́nú                     | nam                               | nǎːm                                  | nàːmbú                  | nàːmú             |
| 01341 | bracelet                                                     | bracelet                                                    | nɛ̀ː párù dúbè              | nùmà-mɛ̀nú                                    | nùmà-[sàgá-ŋgó] / -sàgɛ́                                                       | nòyⁿ-mɛ̀nǐː                                 | nùmɔ́ wàrè-y, nùmɔ̀ kɔ̀kɔ́lɔ́ wàrè-y, sɛ́njɛ́                        | nàː mɛ́ːníː                                                                       | sártì, sárdì, nàː-sártì       | nàː-ñírⁿéy                       | lɔ́ tèːⁿsù, téːⁿsú                             | nùmɔ̀-mɛ́n                 | mɛn, numokɔrɔmɛn                  | mɛ́n, nùmò-kɔ̀rɔ́-mɛ̂n                    | nùwⁿò-sáddù             | mɛ́n               |
| 01361 | collier                                                      | necklace                                                    | kíːŋgú                     | kɔ̀lɔ̀-dùgɔ̌y, kɔ̀lɔ̀-dùgá                        | dúgàː / dúgɛ̀ː                                                                 | dùgɔ̀-ý, dúgɔ́                               | dúgɔ́                                                          | kɔ̀rɔ̀ dúwɔ̀                                                                        | dùgà-ǹjâ                      | kɔ̀rɔ̀-dúwà                        | dùgɔ́                                          | kɔ̀rɔ̀-dìŋɛ̌ː               | dugɔ, kɔrɔdugɔ                    | dúgɔ́, kɔ̀rɔ́-dúgɔ̀                       | dùgɔ̀-îːⁿ, dùgɔ̀-ìːⁿ-kɔ̀rɔ́ | dùgɔ́              |
| 01404 | boucle d'oreille                                             | earring                                                     | sùgùlè tùlé                | sún-zèrégè                                   | sùn-[sàgá-ŋgó] / -sàgɛ́                                                        | jèlè-jálá                                  | sùgùlù jèlè-ý                                                 | sùːrⁿù búkúlîː                                                                   | sùŋùrⁿù-[gèrè-gárá]           | sùn-ñírⁿéy, sùn jíːdì            | súgúrú lìsà                                   | sùgùrù-jèːlé             | bukulu, sunbukulu                 | búkúlù, sûn-búkúlù                    | sùŋùrⁿù-gélgé           | sùŋùn gídù        |
| 01436 | boire (qch)                                                  | drink (sth)                                                 | nyɛ́ː                       | nìyⁿɛ́ / nìyⁿà-lí                             | nɛ́                                                                            | nɔ̌ː- / nɔ̌ː                                 | nɔ́ɔ́                                                           | nɔ̌                                                                               | nɔ̌ː                           | nɔ́                               | ní / nɛ́                                       | nɔ̌ː                      | nɔ                                | nɔ̌ː                                   | nɛ̌ː                     | nɔ̌ː               |
| 01446 | crème de mil                                                 | cream of millet                                             | sèːŋgè síjálà              | sòl                                          | sòlé / sòlé                                                                   | pɔ̀rⁿɔ́                                      | sólú                                                          | pírⁿà                                                                            | sèrí, yûː-sèrì                | pírⁿà                            | sèrú                                          |                          | pirⁿe                             | pìrⁿé                                 | pìrⁿé                   | pìrⁿé             |
| 01464 | bouillie                                                     | porridge                                                    | ɔ́mɔ̀                        | àlá                                          | bàːnâː / bàːnɛ̂ː                                                               |                                            | ɔ́mɔ́                                                           | kàsâː, bóyrì                                                                     | bóyrè                         | kàsáː                            |                                               | tɔ̀rú                     | boyri, pirⁿe                      | bóyrì, pìrⁿé                          |                         | àrá               |
| 01480 | bière de mil                                                 | millet beer                                                 | sèːŋgè kɔ́ndyɔ́              | kɔ̀nzɔ̀                                        | kɔ̀njɛ́-ŋgé / kɔ̀njɛ́, sêː kɔ̀njɛ̀                                                  | kɔ̀ɲɔ́                                       | yúú kɔ̀njɔ̀                                                     | kɔ̀njɔ́                                                                            | kɔ̀njɔ́                         | kɔ̀zɔ́, yûː-kɔ̀zɔ̀                   | kɔ̀ⁿsɔ́, kɔ̀ːⁿsɔ́                                 | ñúː kɛ́ñɛ́                 | kɔñɔ, ñukɔñɔ                      | kɔ̀ñɔ́, ñùː-kɔ̀ñɔ́                        | yùː-kɔ̀njɔ́               | kɔ̀sɔ́              |
| 01494 | thé                                                          | tea                                                         | tɛ̂ː                        | têː                                          | àtêː                                                                          | têː                                        | téé                                                           | átêː, ásù-m                                                                      | têː                           | átèː                             | àtêː                                          | té                       | atey, ate, tey, te, ayⁿ           | átêy, átêː, têy, têː, âyⁿ             | átêː                    | àtêː              |
| 01495 | eau                                                          | water                                                       | mîː                        | ínjú                                         | íŋgé / íŋgé, ínjé / ínjé                                                      | dǐː                                        | díí                                                           | nîː                                                                              | nîː                           | nîː                              | ní                                            | díː                      | ni                                | níː                                   | níː                     | níː               |
| 01496 | lait                                                         | milk                                                        | ɛ́mɛ́                        | émé                                          | ɛ́mɛ̀ː / ɛ́mɛ̀ː                                                                   | ɛ̂m                                         | ém                                                            | ɛ́wⁿɛ̀yⁿ                                                                           | ɛ́mɛ̂                           | ɛ́mmɛ̀yⁿ                           | ɛ̂m                                            | írí                      | ɛm                                | ɛ̂m                                    | ɛ̂m                      | ɛ̂m                |
| 01528 | miel                                                         | honey                                                       | ígè                        | ìzèŋ                                         | ǹjǐː                                                                          | yɛ̌yⁿ                                       | ììyé                                                          | yěy                                                                              | òːndó, òːndò-nîː              | yěy                              | ìwó                                           | tɛ̌ː                      | yuŋni, yuŋ                        | yùŋ-níː, yǔŋ                          | kàwⁿà-yòŋgú, kàwⁿà-yǒŋ  | yùŋú              |
| 01540 | manger (repas)                                               | eat (meal)                                                  | ɲɛ́ː                        | ʔə́ñɛ́ / ʔə́ñá-lì                               | kwɛ́                                                                           | káː                                        | ńyɛ́                                                           | ñɛ́                                                                               | kɔ́ː                           | ñɛ́                               | lí / lɛ́                                       | ñíː / ñíː                | ñɛ                                | ñɛ́ː                                   | ñɛ́ː                     | ñɛ́ː               |
| 01541 | manger (viande)                                              | eat (meat)                                                  | tɛ́mɛ́                       | kúbó                                         | kúbí / kùbè                                                                   | tɛ́wⁿɛ́                                      | tɛ́mɛ́                                                          | kúwó                                                                             | kúwó                          | kúwó                             | kúw / kúwó                                    | kúwó                     | ko                                | kóː                                   | kúwó                    | kúwó              |
| 01580 | faim                                                         | hunger (noun)                                               | kúgɔ́                       | jà                                           | gàːgó / gàːgé                                                                 | gɛ̌ː                                        | gíyɛ́                                                          | kɔ̂ː                                                                              | gìyá                          | kɔ̂ː                              | àrkírì                                        | gɛ̌ː                      | jɛ                                | jɛ̌ː                                   | gɛ̌ː                     | gɛ̌ː               |
| 01593 | lécher                                                       | lick                                                        | nɛ́lɛ́                       | dɛ̀gɛ́                                         | nɛ́gɛ́                                                                          | dɛ̀gɛ́                                       | dɛ̀gɛ́                                                          | dɛ̀gɛ́                                                                             | dɛ̀gɛ́                          | dɛ̌ː                              | dɛ̀gú / dɛ̀gá                                   | dɛ̀gɛ́                     | dɛgɛ                              | dɛ̀gɛ́                                  | dɛ̀gɛ́                    | dɛ̀gɛ́              |
| 01595 | sucer (bonbon, etc.)                                         | suck (e.g. candy)                                           | mílɛ́                       | úmzó / úmzó-lì                               | ónjí                                                                          | ɔ́ɲɔ́                                        | ɔ́njɔ́                                                          | ɔ́njí                                                                             | ɔ́njí                          | ɔ́zí                              | ɔ́ⁿsú / ɔ́ⁿsɔ́                                   | ɔ́ñɔ́                      | ɔñɔ                               | ɔ́ñɔ́                                   | ɔ́njɔ́                    | ɔ́sɔ́               |
| 01597 | avaler                                                       | swallow                                                     | míːndɛ̀                     | mìrⁿɛ́ / mìrⁿà-lí                             | mìnɛ́                                                                          | mɛ̀rⁿɛ́                                      | mìnɛ́                                                          | mìrⁿɛ́                                                                            | mìrⁿé, mìrⁿɛ́                  | mìrⁿé                            | mìrú / mìrá                                   | mìrⁿí / mírⁿí            | mirⁿe                             | mìrⁿé                                 | mìrⁿé                   | mìrⁿɛ́             |
| 01682 | viande                                                       | meat                                                        | námà                       | nàmà                                         | nàmâː / nàmɛ̂ː                                                                 | nàwⁿá                                      | nàmá                                                          | nàwⁿâː                                                                           | nàmâ                          | nàmâː                            | nàwⁿá                                         | nɔ̀wⁿɔ́                    | nɔwⁿɔ                             | nɔ̀wⁿɔ́                                 | nàwⁿá                   | nɔ̀wⁿɔ́             |
| 01720 | faire la chasse (verbe seulement)                            | hunt (verb only)                                            | dàːnà ǹkálúmá kání         | dànú / dànà-lí                               | tálɛ́                                                                          | dàná- / dànú                               | àn-tólú táálá                                                 | dànní                                                                            | táːrí                         | òsíyé                            | ósú / ósó                                     | dàná                     | dana                              | dàná                                  |                         | dàná              |
| 01758 | tirer sur (qn/qch, avec un fusil etc.)                       | shoot (sb/sth)                                              | táyé                       | táː                                          | tɛ́ː / tɛ̀ː                                                                     | táː/táy                                    | táá                                                           | tá                                                                               | táː                           | tá                               | táy / táyá                                    | tɛ́wɛ́                     | taⁿ                               | táːⁿ                                  | táː                     | táːⁿ              |
| 01976 | sel                                                          | salt                                                        | nêwⁿ                       | nɛ̀m                                          | nɛ̌m-gó / nɛ̀mɛ́                                                                 | nɛ̌m                                        | nɛ̌m                                                           | nɛ̌m                                                                              | nɛ̀ːmí                         | nɛ̌m                              | nɛ̌ŋ                                           | mɛ̌ː                      | nɛm                               | nɛ̌m                                   | nɛ̌m                     | nɛ̌m               |
| 01991 | huile (végétale, liquide ou en forme de beurre)              | oil (vegetable, liquid or buttery)                          | nûː                        | nìː                                          | ně-ŋgó / nègé                                                                 | nǐː                                        | níyɛ́                                                          | nì-sàrⁿá, nù-sárⁿá                                                               | lìːgí                         | nǐː                              | lǒw                                           | nìŋí                     | nuŋ                               | nǔŋ                                   | nùŋgú                   | nùŋú              |
| 02012 | feu                                                          | fire                                                        | génì                       | gòlò                                         | gólò / gólè                                                                   | yǎm                                        | ɲǎm                                                           | go᷈ː                                                                              | go᷈ː                           | go᷈ː                              | núwⁿɔ́                                         | ñɛ́ː                      | nuwⁿo, nuwⁿɔ                      | núwⁿó, núwⁿɔ́                          | núwⁿó                   | núwⁿó             |
| 02046 | charbon                                                      | charcoal                                                    | gènì síː                   | jɛ̌mnɛ̀                                        | gɛ́mílɛ́-ŋgó / gɛ́mílɛ́, kùmá-ŋgó / kùmá                                          | gì-gɛ̀rⁿɛ̌m                                  | gɛ́mɛ́lɛ́, kílɛ́                                                  | jɛ̀ːrⁿɛ̀ jɛ́m                                                                       | jɛ́mírⁿɛ́                       | jɛ̀mɛ̀nè jɛ́m                       | jɛ́mnɛ́                                         | gɛ́wⁿɛ́rⁿɛ́                 | jɛŋɛrɛjɛm                         | jɛ̀ŋɛ̀rɛ̀ jɛ́m                            | jɛ̀mnɛ̀ jém               | kìrɛ́              |
| 02049 | cendre                                                       | ashes                                                       | dwɛ̂ː                       | dɔ̀yⁿɛ̀                                        | dɔ̀dɛ̌ː-ŋgó / dɔ̀dɛ̌ː                                                             | únɔ̀                                        | ɔ́índɛ́, úndɔ́                                                   | dɔ̀yⁿɔ̌yⁿ                                                                          | dùyá                          | dɔ̀yⁿɔ̌yⁿ                          | dòwⁿòsú                                       | dɔ̀yⁿɛ́                    | dɔyⁿɔ                             | dɔ̀yⁿɔ́                                 | dɔ̀yⁿɔ́                   | ɛ́ːrⁿɛ̀             |
| 02050 | fumée                                                        | smoke                                                       | kúmbè                      | kùmò                                         | kùmbú / kùmbí                                                                 | kúmɔ́                                       | kùmmɔ́                                                         | kùkùmbó                                                                          | kùmbó                         | kùkúmbó                          | kúmó                                          | kùkúmó                   | kukumɔ                            | kù-kùmɔ́                               | kù-kùmbó                | kùkùmó            |
| 02052 | souffler sur (feu etc.)                                      | blow on (e.g. fire)                                         | púbúlè                     | púːbí-yɛ́                                     | púmíl / pùmìlè                                                                | púb-ɛ́ː- / púb-íː                           | ɲǎm púúbí-yó                                                  | púːrⁿú                                                                           | púmírⁿí                       | púːrⁿí                           | púrú / púró                                   | ñɛ́ː píyé                 | piwɛ                              | píwɛ́                                  | píyɛ́                    | fíwé              |
| 02059 | banane                                                       | banana                                                      | bóródyâ                    | bɔ̀rɔ̀díyà                                     | bòròdíyàⁿ-ŋgò / bòròdíyàⁿ                                                     | bɔ̀rɔ̀dɛ̂ː                                    | bɔ̀rɔ̀ díɛ́                                                      | bɔ̀rɔ̀díyà                                                                         | bɔ̀rɔ̀-díyâ                     | bòròdíyà                         | bòròdíyà, kɔ̀ŋkɔ̀ntɛ́                            | nàmàsá                   | namasa, borodiya                  | nàmàsá, bòròdíyà                      | bɔ̀rɔ̀-díyà               |                   |
| 02069 | mil                                                          | millet                                                      | séːŋgè                     | yúː                                          | yó-ŋgó / yógé                                                                 | yǔː                                        | yúú                                                           | yûː                                                                              | yûː                           | yûː                              | yú                                            | ñúː                      | ñu                                | ñúː                                   | yúː                     | ñúː, ñùː pírú     |
| 02070 | sorgho                                                       | sorghum                                                     | ɛ́mbà                       | ɛ̀mà                                          | èmbá-ŋgó / èmbá                                                               | ɛ̀mɛ́                                        | ɛ̀mmɛ́                                                          | ɛ̀mɛ̌yⁿ                                                                            | ɛ̀ːmbɛ́                         | ɛ̀mbɛ̌y                            | túsú                                          | ɛ̀mɛ́                      | ɛmɛ                               | ɛ̀mɛ́                                   | ɛ̀ːmbɛ́                   | ɛ̀mɛ́               |
| 02071 | sorgho doux (tiges croquées comme la canne à sucre)          | sweet sorghum (stalk chewed like sugar cane)                | ɛ̀mbà dúmbɛ́                 | sànàgínɛ̀                                     | sànàgínɛ́-ŋgó / sànàgínɛ́                                                       | ɛ̀mɛ̀-sàrⁿàgɛ́rⁿɛ̀                             | sànà gɛ́nɛ́                                                     | sànjírⁿà                                                                         | sànà-gíndá                    | sàzì-jírⁿá                       | tùsù-cèrú, káːrⁿà                             | ɛ̀mɛ̀-sàⁿkírⁿí             | sancirⁿe                          | sàncírⁿè                              | sàrgínè                 | sànkírⁿɛ̀          |
| 02073 | riz                                                          | rice                                                        | ɛ́rɛ́                        | ádá                                          | ɔ̌ːrɛ̀                                                                          | árá                                        | árá                                                           | áːrá                                                                             | áːrá                          | árá                              | mɔ́                                            | árá                      | ara                               | árá                                   | áːrá                    | árá               |
| 02074 | fonio (céréale cultivée, Digitaria exilis)                   | fonio (cultivated grain, Digitaria exilis)                  | pɔ̂ːⁿ                       | pɔ̀ːⁿ                                         | pɔ̀ŋɛ́-ŋgó / pɔ̀ŋɛ́                                                               | pɔ̌ːⁿ                                       | pɔ̀ɔ́ⁿ                                                          | pɔ̌yⁿ ...[length]                                                                 | pɔ̌ːⁿ                          | pɔ̌ːⁿ                             | sɛ́rɛ́mbɛ̀                                       | pɔ̀ŋɔ́                     | pɔŋɔ                              | pɔ̀ŋɔ́                                  | pɔ̌ːⁿ                    | pɔ̀ŋɔ́              |
| 02075 | maïs                                                         | corn, maize                                                 | ɛ̀mbɛ̀dúlúmá                 | sànà-ɛ̀mɛ̀                                     | màdèmbá-ŋgó / màdèmbá                                                         | sàrⁿà-ɛ̀mɛ́                                  | sànà ɛ̀mmɛ́                                                     | bàrměyⁿ                                                                          | jàrⁿàmbɛ́                      | bàrà-ɛ̀mbɛ̌y                       | tɔ̀rⁿí-yⁿàrⁿà                                  | màñɛ̀rⁿɛ̀má                | poroñu                            | pòròː-ñúː                             | bàrà-ɛ̀ːmbɛ́              | pòrò-yúːⁿ         |
| 02110 | haricot                                                      | cow-pea                                                     | núŋgé                      | nǐm                                          | númbú-ŋgó / númbé                                                             | nǔm                                        | núm                                                           | nùwⁿîːⁿ                                                                          | nìmî                          | nùmîː                            | núm                                           | nǐː                      | nim                               | nǐm                                   | núm                     |                   |
| 02126 | cola                                                         | kola nut                                                    | wòːló                      | wólò                                         | gǒːrò / gǒːrè                                                                 | wòló                                       | wòòró, gòòló, wòòló                                           | gǒːrò                                                                            | gǒːrô                         | górò                             | gɔ̌ːrɔ̀                                         | góːró                    | goro                              | gǒːrò                                 | gǒːrò                   | góːrò             |
| 02130 | arachide                                                     | peanut                                                      | ɔ́lɔ́ŋgé                     | ɛ̀gɛ̀lɛ̀ bǎn                                    | ɛ́lɛ́-ŋgó / ɛ́lɛ́, sàmà-ɛ́lɛ́-ŋgó / sàmà-ɛ́lɛ́                                        | ɛ́gɛ́lɛ́                                      | ɛ̀lɛ̀-kɛ̀lɛ̀ bánú, ɛ̀lɛ̀kɛ̀lɛ́ pálá, ɛ̀lɛ̀-kɛ̀lɛ̀ sàmàgìnɛ́, ɛ̀lɛ̀-kɛ̀lɛ̀ mánì | ɛ̀lɛ̀y bàrⁿǎy                                                                      | ɛ̀ːrɛ̀ bárⁿí                    | ɛ̀rɛ̀rɛ̀y gùrⁿâwⁿ                   | ɛ̀ŋìnɛ̀ lǒw                                     | ɛ̀ːrɛ̀-múñúrⁿú             | jɔwⁿɔɛrɛ, muñuɛrɛ                 | jɔ̀wⁿɔ̀-ɛ́ːrɛ́, mùñù-ɛ́ːrɛ́                 | ɛ̀ːrɛ̀ bárⁿú              | ɛ̀ːrɛ̀ múzúrú       |
| 02131 | pois de terre (Vigna subterranea), ressemble à l'arachide    | cultivated groundnut (Vigna subterranea), similar to peanut | ɔ́lɔ́ŋgé dúlè                | ɛ̀gɛ̀lɛ̀ jìmɛ́, ɛ̀gɛ̀lɛ̀-tèndélè                    | ɛ̀lɛ̀ tèndélè                                                                   | ɛ̀gɛ̀lɛ̀ gɛ̂m                                  | ɛ̀lɛ̀-kɛ̀lɛ̀ tèndélé, dùmbì-ý                                     | ɛ̀lɛ̀y jèwⁿêy                                                                      | ɛ̀ːrɛ̀ jɛ́mí                     | ɛ̀rɛ̀rɛ̀y pèré-m                    | ɛ̀ŋìnɛ̀ cérúcété                                | ɛ̀ːrɛ̀ náː                 | ɛrɛna                             | ɛ̀ːrɛ̀-náː                              | ɛ̀ːrɛ̀ jém                | ɛ̀ːrɛ̀ náː          |
| 02135 | manioc                                                       | cassava                                                     | bálá kûːⁿ                  | bànàkùl-tánà                                 | bànàŋkûː-ŋgò / bànàŋkûː                                                       | wòjó                                       | bànànkù tímɛ́, tànnàá                                          | bànàkùː béré                                                                     | bànjî, bànàkùrì-béré          |                                  |                                               | bànàkùː-báːgá            | balakuⁿbere                       | bàlàkùːⁿ-béré                         | bànàkùrù-wòsó           |                   |
| 02136 | patate (douce)                                               | sweet potato                                                | kûːⁿ / áwsáŋgè kúːⁿ        | bànàkùl bùmbɔ̀                                | màsàkûː-ŋgò / màsàkûː                                                         | bàrⁿàkǔː                                   | bànànkù bùmbɔ́                                                 | bànàkùː bùmbɔ́, bànàkùː wòsôː                                                     | wòsó, bánákúrì, bánákûr       | màsàkú                           | màsàkú, wòsó                                  | bànàkǔː                  | woso, masaku                      | wósó, màsàkûː, bàlàkùːⁿ-ñǎː           | wòsó                    | wòsó              |
| 02140 | oignon                                                       | onion                                                       | jábà                       | gǎw                                          | gábù / gábì                                                                   | gâw                                        | gáw                                                           | gâw                                                                              | gâːⁿ                          | gâw                              | àlbásàl                                       | jɔ̀wɔ́                     | jɔwⁿɔiⁿ, gabu                     | jɔ̀wⁿɔ̀-îːⁿ, gábù                       | gâw                     | zàwá              |
| 02147 | igname (Dioscorea)                                           | yam (Dioscorea)                                             | kúːbá / kùːⁿ bállà         | kǔː                                          | kùː-nǐː                                                                       | kǔː                                        | kúú                                                           | kûː                                                                              | kûː                           | kûː                              | kûː                                           | kǔː                      | ku                                | kûː                                   | kûː                     | kûː               |
| 02148 | sésame cultivé (Sesamum indicum)                             | cultivated sesame (Sesamum indicum)                         | bíláŋgè                    | pàl                                          | pǎːl-ŋgò / pǎːlè                                                              | pɔ́l, pɔ̀l-ǐː                                | pɔ̀lì-ý                                                        | námjú                                                                            | ɛ̀sí-kɛ̌ːndɛ̂                    | àrñɛ̌yⁿ                           | nátì                                          | pɔ̀rú                     | namñu                             | námñú                                 | pɔ̌y                     |                   |
| 02150 | aubergine africaine (ressemble aux tomates) en deux variétés | African eggplant (similar to tomato) in two varieties       | kélyé                      | cɛ́lbá                                        | kɛ́lbɛ́-ŋgó / kɛ́lbɛ́                                                             | kɛ́lbɛ́                                      | àn-sààrà kɛ́lbɛ̀                                                | cɛ́wrɛ́                                                                            | kɛ́wrɛ́                         | cɛ́wrɛ́                            | kɛ́rɛ́bɛ́rɛ́                                      | kɛ́wɛ́rɛ́                   | cɛrɛwɛ                            | cɛ́rɛ́wɛ́                                | kɛ́wrɛ́                   | kɛ́rúwɛ́            |
| 02154 | gombo                                                        | okra                                                        | gáŋáːjì                    | póró                                         | gɔ́ŋ-gó / gɔ́ŋ                                                                  | gáŋàːjù                                    | gáŋààjù, mánààjì                                              | póró                                                                             | póró                          | tólóy                            | tɔ̀rⁿí                                         | ɔ̀gɔ̀-póːró                | poro                              | póró                                  | póró                    | póːró             |
| 02608 | pierre, rocher                                               | stone, rock                                                 | kínnì                      | cìn                                          | kìnûː / kǐn-bò                                                                | tìbú, dúmɔ́                                 | dúmbɔ́, tíbé                                                   | kúrⁿù                                                                            | kúrⁿô                         | kúrⁿò                            | tùwó                                          | tùwó                     | tumo                              | tùmó                                  | tùwó                    | tùmó              |
| 02648 | poussière                                                    | dust                                                        | kúndálè                    | úrⁿà                                         | kùlɛ̀-kúlɛ̀-ŋgò                                                                 | kɔ́ŋɔ̀                                       | úg-gúnnɔ́                                                      | kù-kɔ̀rɔ̌y                                                                         | kɔ́ŋgɔ̀                         | kɔ̀-kɔ̀rɔ̌y                         | kúsò                                          | pùrùgíⁿ                  | kɔŋɔ                              | kɔ́ŋɔ̀                                  | kɔ́ŋgɔ̀, kúŋgɔ̀            | kɔ́ŋɔ̀              |
| 02656 | bois, bois de chauffage                                      | wood, firewood                                              | téːŋgé                     | téː                                          | téː-ŋgó / téː                                                                 | tǐn                                        | tìnú                                                          | tìrⁿú, tìrⁿí                                                                     | tìrⁿí                         | tǐn                              | tìrⁿú                                         | tǐⁿ                      | tin                               | tǐn                                   | tìrⁿí                   | tǐn               |
| 02703 | or (métal)                                                   | gold                                                        | káŋè                       | káŋɛ̀                                         | káŋŋè                                                                         | káŋá                                       | káŋé                                                          | káŋŋɛ̀                                                                            | káŋɛ̂                          | káññè                            | úrà, káŋŋɛ̀                                    | káŋɛ́ː                    | kaŋŋɛ, kaŋŋa                      | káŋŋɛ̀, káŋŋà                          | káŋɛ̀                    |                   |
| 02704 | argent-métal                                                 | silver (metal)                                              | sárrì                      | sárdù                                        | cárdì-ŋgò / cárdì                                                             | sárdù, ɛ́rⁿɛ́ bùːdù                          | wáré                                                          | sárdù                                                                            | sárdî                         | káːlìsì, cárdì                   | cárdì                                         | sárúdù                   | cara, cardu, mɛn                  | cárà, cárdù, mɛ́n                      | sáddù                   |                   |
| 02710 | tabac (en feuilles, ou pour cigarettes)                      | tobacco (leaves, or for cigarettes)                         |                            | tábà                                         | tábà                                                                          | tábà                                       | tábé                                                          | táwà                                                                             | táwâ                          | táwà                             | táwà                                          | tɔ́ːwɔ́                    | tɔwɔ                              | tɔ́wɔ̀                                  | táwà                    | tɔ́wɔ̀              |
| 02725 | village, ville                                               | village, town, settlement                                   | dúgù                       | dàmá                                         | sɔ̀njɔ̌ː / sɔ̀njɛ̌ː, ǹjěn                                                         | àná                                        | dámmá                                                         | ìsêː                                                                             | ìsê                           | ìsôː                             | àlá                                           | àná                      | ana                               | àná                                   | àlá                     | àná               |
| 02737 | puits                                                        | well (for drawing water)                                    | ɔ́ndɔ́                       | ìnjù-gùl                                     | dǎy-ŋgé / dǎy                                                                 | tènɛ́, ɛ̀kɔ́rɔ̀                                | tènné                                                         | ɛ̌ː                                                                               | ɛ̌ː                            | dǎyⁿ                             | téwó                                          | òtěː                     | akɔrɔ                             | à-kɔ́rɔ́                                | ɛ̀kɔ́rɔ́                   | àkɔ́rɔ́             |
| 02762 | maison                                                       | house                                                       | débù                       | ʔə́ló                                         | ólé / ólé, óló / ólé                                                          | gɛ̀rⁿɛ́                                      | gìnɛ́                                                          | úrò                                                                              | ńdô, índô                     | úrò                              | íló                                           | gìrⁿí                    | uro                               | úró                                   | íré                     | úró               |
| 02862 | toit                                                         | roof                                                        | sàːsúgú                    | dɛ̀bù                                         | dèbí / dèbí                                                                   | dǎː, dàː-kûː                               | dɛ̀mbɛ́                                                         | tèmbè-kûː, tèm-kûː                                                               | dɛ̌w, dɛ̀wí                     | tèmbè-kûː                        | dómó-kù                                       | kùⁿ-mɔ̀rú                 | tɛmɛkuⁿ                           | tɛ̀mɛ̀-kúːⁿ                             | tèmbè-kúː               | tɛ̀mɛ̀ kúːⁿ         |
| 02913 | grenier                                                      | granary                                                     | gɔ̀ːgílí, páŋgà             | gwàː                                         | táŋà / táŋɛ̀                                                                   | gɛ̌ː                                        | kàɲɲàá                                                        | dɛ̌w                                                                              | tàrá                          | pàŋgâː                           | pàŋá                                          | gɔ̌ː                      | gɔ                                | gɔ̌ː                                   | gɔ̌ː                     | gɔ̌ː               |
| 02938 | natte                                                        | mat                                                         | kágà                       | nìŋ                                          | káːbú / káːbí                                                                 | sùgɔ́                                       | ǹjó                                                           | kàrá                                                                             | kágá                          | kàrá                             | kàrá                                          | sùgɔ́                     | kara                              | kàrá                                  | sùgɔ́                    | gùgó              |
| 02952 | pays, terre                                                  | country, land                                               | gándá                      | gàná                                         | gwǎː / gwɛ̌ː                                                                   | gánà                                       | yàlú                                                          | ònjǒy                                                                            | dòrⁿó                         | òzǒy                             | ìsó                                           | gáná                     | ujubay, ijubay, gana              | ùjùbǎy, ìjùbǎy, gáná                  | ùsùbǎy                  | gáná              |
| 02955 | pays dogon                                                   | Dogon country                                               | èjèŋgè dúgú                | dɔ̀gɔ̀-ʔə́ló                                    | dɔ̀gɔ̀-ólé                                                                      | dɔ̀gɔ̀-gɛ̀rⁿɛ́                                 | dɔ̀gɔ̌-m gìnɛ̀, dɔ̀gɔ̌-m gàndà                                     | dɔ̀ː-úrò                                                                          | dɔ̀gɔ̀-ńdô                      | dɔ̀ː-úrò                          | tɔ̀rɔ̀-íló                                      | dɔ̀gɔ̀-gìrⁿí               | dɔgɔuro                           | dɔ̀ɣɔ̀-úró                              | dɔ̀gɔ̀-àlá                |                   |
| 02969 | chemin, route                                                | road, path                                                  | ójí                        | ózú                                          | ùsfɔ̌ː / ùsfɛ̌ː, ùspɔ̌ː / ùspɛ̌ː                                                  | ójú, òjù-náː                               | ódú, òdù-náá, ònnáá                                           | ósù                                                                              | ósî, òsì-bìrⁿɛ́                | ósù                              | ósú                                           | ójú                      | oju, ojuka                        | ójú, òjù-káː                          | ósú                     | òsù-káː           |
| 02973 | inselberg, montagne rocheuse avec falaise                    | inselberg, rocky mountain with cliffsides                   | pɛ́gɔ̀                       | kɔ́ŋɔ́                                         |                                                                               |                                            |                                                               | tɔ́rɔ̀, kùrⁿù-tɔ́rɔ̀                                                                 | tɔ́rɔ̂                          | tɔ́rɔ̀                             | tɔ́rɔ́                                          |                          | tumo, tɔrɔ                        | tùmó, tɔ́rɔ́                            | tùwò-jǎw                | tɔ̀rɔ̀-tùmó         |
| 02994 | forêt dense, fourré                                          | dense forest, thicket                                       | jígíbì                     | únú, sóló                                    | kùbǐː-ŋgé / kùbǐː                                                             | únù                                        | sòlò pém, úndú                                                | úlì                                                                              | ùndì sóró                     | ɔ̀rɔ́                              | húlú                                          | únú                      | un                                | ûːn                                   | úːlù                    | úːnù              |
| 03058 | soleil                                                       | sun                                                         | géːwⁿè                     | ìzùgè                                        | ùjú-ŋgó                                                                       | nǎm                                        | nǎm                                                           | ùsú                                                                              | ùsí                           | ùsú                              | nǒŋ                                           | nùnùŋú                   | nini                              | nì-nǐː                                | nì-nǐː                  | nì-nǐː            |
| 03059 | lune                                                         | moon                                                        | wɛ̂ː                        | swàː                                         | sàːgé / sàːgú-mbó                                                             | yèː píl, yěː                               | ììyɛ́                                                          | ùwɔ́                                                                              | wǎː                           | wǎː                              | ìwá                                           | ɔ̌ː                       | ɛ                                 | ɛ̌ː                                    | ɛ̌ː                      | ɛ̌ː                |
| 03063 | étoile                                                       | star                                                        | áŋkɔ́lɛ̀                     | tóndóló, sàrⁿà-kɛ̀lɛ̀                          | ànjì-[kɔ̀lɛ́-ŋgó] / ànjì-kɔ̀lɛ́                                                   | tònòlò-ý                                   | tòndòlò-ý                                                     | tóró                                                                             | wàː-kɔ̀rɔ́                      | bàndà kɔ̀ːrɔ̌y                     | sémrěy                                        | tóró                     | toro                              | tóró                                  | tóró                    | tóró              |
| 03092 | pluie                                                        | rain (noun)                                                 | kúmáŋgà                    | àrⁿùŋ                                        | ǎːl-ŋgé / àːlé                                                                | àrⁿá                                       | àná                                                           | bòlú, bǒl                                                                        | bòndí                         | bòndú                            | àrⁿá                                          | àrⁿú                     | arⁿa                              | àrⁿá                                  | àrⁿá                    | àrⁿá              |
| 03106 | (éclair) briller                                             | (lightning) flash                                           |                            | cɛ́níyɛ́ / cɛ́níyá-lì                           | mɛ́nɛ́                                                                          | gìrí yɛ̀nɛ́                                  | àná gìrè yɛ̀ndɛ́                                                | cɛ́rⁿí-yⁿí, kɛ́rⁿí-yⁿí                                                             | bòndí kɛ́ː                     | bòndú kɛ́rⁿí                      | wàlú / wàlá                                   | sáŋìrⁿì / sáŋárⁿá        | wayⁿa                             | wàyⁿá                                 | wàyⁿá                   | àrⁿá wàyⁿá, wàyⁿá |
| 03110 | tonnerre                                                     | thunder (noun)                                              |                            | gàmíː                                        | gálú / gálí                                                                   | àrⁿà-[gàwⁿ-êː]                             | ànà gàmí-yé, àbáá                                             | bòl-àrwîː                                                                        | bòndí mírⁿà                   | bòndú kɔ́mùrⁿɔ̀                    | dígúrú                                        | àrⁿù-dúrú                | aruwu, arⁿaaruwu                  | árúwù, àrⁿá árúwù                     | àrⁿà-dúrù               | àrⁿà dúrù         |
| 03118 | vent                                                         | wind (airflow)                                              | yálé                       | ɛ́nɛ́n, ɛ́nɛ́ŋ                                   | énáná-ŋgó / énáneː́ = ɛ́nɛ́nɛ́ː, éná-ŋgó / ɛ́nɛ́ː                                   | óɲɔ́                                        | ódóró                                                         | óːsò                                                                             | úsúrⁿò, úsúrⁿɔ̀                | ósósôː                           | zámà                                          | óːñó                     | oño                               | óːñó                                  | óːnjó                   | óːsó              |
| 03133 | ciel                                                         | sky                                                         | àmànà kóːló                | àzàgàlà                                      | àjǎn                                                                          | àlgálá                                     | àlà-kàlá                                                      | yàrǐː, yàrí                                                                      | yàrí                          | yàríː                            | àlkǔmnò                                       | àràkárá                  | yarumana, yɛrumana                | yàrù-máná, yɛ̀rù-máná                  | yàr-kúː                 | yèrmáná           |
| 03134 | nuage                                                        | cloud                                                       | álè                        | kùrùbàrà                                     | kùndà-kùndǎː / kùndɛ̀-kùndɛ̌ː                                                   | kùlmɔ́                                      | kùlùmmɔ́                                                       | yàr-kùrɔ́                                                                         | yàr-kùmùrⁿá                   | nànàːrⁿǎyⁿ                       | kùrɔ́                                          | kùrùgɔ́                   | kuruwɔ                            | kùrùwɔ́                                | [yàr-kùː]-kúrɔ́          | kùrùwɔ́            |
| 03139 | rosée                                                        | dew                                                         | élélè / èlèlè míː          | è-èl                                         | èlǎː / ɛ̀lɛ̌ː                                                                   | wòbú                                       | wòòbú                                                         | ìrè-nîː, èrè-nîː                                                                 | nìː-sǒːrô                     | èrèrěy, sáwàndɛ́ːrɛ̀               | àrándáŋ                                       | òrùmò-díː                | omnoni                            | òmnò níː                              | òmdò-níː                | òmnò níː          |
| 03156 | (main etc.) gauche                                           | left (hand, etc.)                                           | náːgà                      | nàndà                                        | nàndǎː / nàndɛ̌ː                                                               | nàná, bàlàgá                               | nààndá                                                        | bànǎyⁿ                                                                           | bàrìyɛ́                        | bàndǎy                           | bàrⁿíyⁿà                                      | nàná                     | bana                              | bàná                                  | bàlá                    | bàná              |
| 03160 | (main etc.) droit                                            | right (hand, etc.)                                          | núyⁿà                      | ñɛ̀                                           | ñɛ̀-ŋgó / ñɛ̌ː                                                                  | ɲɛ̌ː                                        | ɲ̀ɲɛ́                                                           | ñɛ̌yⁿ                                                                             | nàrⁿìyⁿɛ́                      | ñɛ̌yⁿ                             | nǒyⁿ                                          | ñǎː                      | ña                                | ñǎː                                   | ñɛ̌ː                     | yⁿǎː              |
| 03316 | lointain                                                     | far, distant                                                | wágù                       | wàjú                                         | wàgí-yè / wǎ-ŋgè                                                              | wàgú                                       | wàgé                                                          | wâːw                                                                             | wàgá                          | wⁿâːwⁿ                           | wàːgá                                         | wàgá                     | waga                              | wàɣá                                  | wàgá                    | wàɣá, wàɣáː kɔ̀    |
| 03325 | proche, près                                                 | near, close                                                 | bɛ́rù, péŋgú                | bɛ̀dú                                         | dùmí-yè / dǔm-gè                                                              | bɛ̀rú                                       | bɛ̀rú-gó                                                       | sɔ̀sû-w / sɔ̀sû-m / sɔ̀sú-yɛ̀                                                        | bɛ̀rí                          | ... cér wò, ... cérì wò          | bɛ̀rú                                          | ɛ́ːŋú                     | eŋ                                | éːŋ                                   | bɛ̀rú                    | ɛ́ːŋí, éːŋíː kɔ̀    |
| 03456 | gros, grand                                                  | big, large                                                  | bâyⁿ                       | dìyá                                         | gìndɔ́ː / gìndɛ́ː                                                               | dùgú, dɛ̂ː                                  | póó, gáá, díɛ́                                                 | díyⁿà-w / díyⁿà-m / díyⁿà                                                        | dùgí                          | díyⁿà-wⁿ / díyⁿà-m               | sɛ́w, náː                                      | káŋ, márⁿá, gàrá         | gara                              | gàrá                                  | démbéré                 | gàrá              |
| 03476 | petit                                                        | small, little                                               | déːjé                      | bèbélè, dàgá, kùnà                           | pàlɛ̂ː / pàlâː                                                                 | ùjì-ý, dágà, gàːlǎy                        | dàgí, gàà-lɛ̀-ý                                                | dâː-w / dâː-m / dâː, tɛ᷈ː, sàlâː / sàlâ-m / sàlâː, ìlâː / ìlâ-m / ìlâː            | ɛ̀wrɛ́, tɛ̀gɛ̂, dágá              | sàndâ-m / sàndâː                 | tɛ̀gɛ̌y                                         | ùjú, ùjíⁿ, sìⁿsíⁿ, dágá  | teyⁿ, daga, jiⁿlɛ                 | těyⁿ, dáɣá, jìːⁿlɛ́                    | dágá, tɛ̌yⁿ              | dáɣá              |
| 03500 | (corde etc.) long                                            | long (e.g. rope)                                            | góllò                      | zàlà                                         | jàlɛ́ː / jàlá-ŋgó                                                              | pàlá                                       | pàlá                                                          | gùrɔ̂-w                                                                           | gùrɔ́                          | gùrⁿǎwⁿ                          | gùrú                                          | gùrú                     | guru                              | gùrú                                  | gùrú                    | gùrú              |
| 03520 | court                                                        | short                                                       | dúŋgúrù                    | dùmbù, dènù                                  | dèndúː / dèndíː                                                               | dùmì-ý                                     | dùmbú                                                         | gɔ᷈ː-w / gɔ᷈ː-m / gɔ̌ː-yɛ̀                                                           | déŋî                          | gɔ᷈ː                              | tùkěy                                         | dègé                     | gɔyⁿ                              | gɔ̌yⁿ                                  | gɔ̌yⁿ                    | gɔ̌yⁿ              |
| 03615 | jour (unité de temps)                                        | day (as unit of time)                                       | géːwⁿè                     | bà-dèm                                       | déŋán / déŋán                                                                 | bǎy                                        | bǎy                                                           | ùsú                                                                              | ùsú                           | ùsú                              | nòndérⁿá                                      | nìŋìrⁿí                  | ni                                | nǐː                                   | nǐː                     | nǐː               |
| 03619 | mois                                                         | month                                                       | wɛ̂ː                        | swàː                                         | sàːgé / sàːgú-mbó = sàːgí-mbó                                                 | yěː, yèː píl                               | ììyɛ́                                                          | ùwɔ́                                                                              | wǎː                           | wǎː                              | ìwá                                           | ɔ̌ː                       | ɛ                                 | ɛ̌ː                                    | ɛ̌ː                      | ɛ̌ː                |
| 03620 | année                                                        | year                                                        | wáyà                       | àrⁿà-gùzù                                    | kènjûː / kènjîː                                                               | àrⁿà-gújú, àrⁿà-dǐː                        | ànà-gúdú                                                      | àrⁿà-kúsú, àrⁿà-gúsú                                                             | àrⁿáwⁿ, àrⁿá                  | àrⁿá                             |                                               | àndíː                    | arⁿakuju                          | àrⁿà-kújú                             | àrⁿà-kúsú               | àrⁿà kúsú         |
| 03679 | aujourd'hui                                                  | today                                                       | ?                          | íyè                                          | íyó                                                                           | yéː                                        | ííyé                                                          | íyé                                                                              | íyé                           | íyé                              | yó                                            | íyé                      | ije                               | íjé                                   | íyé                     | ígé               |
| 03680 | hier                                                         | yesterday                                                   | ?                          | nìŋàː, nìŋàː gá                              | ñǎː                                                                           | yáː                                        | yáá                                                           | yéŋgù, yêŋ                                                                       | yéŋìrⁿìː                      | yéŋgì                            | yáː                                           | yáː                      | ya                                | yáː                                   | yáː                     | yáː               |
| 03683 | demain                                                       | tomorrow                                                    | ɔ́gɔ̀                        | ɛ́w, ɛ́w dè                                    | ɛ́ŋgú                                                                          | yògó                                       | yògó                                                          | ɛ́yⁿ, ɛ́yⁿ dé                                                                      | ɛ́ːŋí                          | ɛ́yⁿ                              | sírà, húwⁿɔ̀                                   | yògó                     | yogo                              | yògó                                  | úŋgù                    | yògó              |
| 03698 | nuit                                                         | night                                                       | dóː                        | dèndàː                                       | ñám                                                                           | dìgɛ́                                       | yáŋá, dìgɛ́, bàà dɛ̀nɛ́                                          | ñárⁿù                                                                            | dɛ̀ːndɛ̂                        | ñân                              | yⁿàːŋá                                        | dàːgá                    | daga                              | dàːɣá                                 | dɛ̀ːgɛ́                   | dàːɣá             |
| 03707 | journée (non la nuit)                                        | daytime (not night)                                         | géːwⁿè                     | dèrⁿìŋ                                       | ùjú                                                                           | dɛ̌n                                        | àgá, nǎm                                                      | ùsù-dérⁿíː, ùsù-dɛ́rⁿíː                                                           | ùsì-dɛ́rⁿí                     | ùsǐːⁿ                            | nùŋùlɔ́                                        | ìsìgɛ́                    | ninuwⁿo, ninuwⁿɔ, nunuwⁿo, ñalɔmɔ | nì-núwⁿó, nì-núwⁿɔ́, nù-núwⁿó, ñálɔ́ːmɔ̀ | dɛ́gú                    | nì-núwⁿò          |
| 03836 | père                                                         | father                                                      | báː                        | dèː                                          | bǎː / bàː-mbó                                                                 | déː / déː-m ~ déː bè, báː / báː-m ~ báː bè | báá                                                           | bɔ̌ː                                                                              | bǎː                           | bɔ̌ː, bɔ̌ː-m                       | bá                                            | dèdéː, dèděː             | de                                | děː                                   | bǎː                     | dìyé              |
| 03842 | mère                                                         | mother                                                      | níː                        | nìː                                          | nǐː / nìː-mbó                                                                 | náː                                        | n-náá                                                         | nàrⁿá                                                                            | děː                           | nàrⁿá, nàrⁿǎ-m                   | ná                                            | ìnǎː                     | na                                | nǎː                                   | nǎː                     | nǎː               |
| 03912 | mari                                                         | husband                                                     | wálá                       | nùŋòn / -mù                                  | nɔ̀gɔ̌ː / nɔ̀gɔ̀-mbó                                                              | ígɛ́                                        | ígɛ́                                                           | ɔ̀ŋgɔ̀rɔ́, ɔ̀ŋɔ̀rɔ́                                                                    | lɔ̀gɔ̂                          | ɔ̀ŋgɔ̀rɔ̌-m / ɔ̀ŋgɔ̀rɔ́                | ɛ̀gá / -mǎː                                    | ɛ̀gɛ́                      | aga                               | àɣá                                   | ɛ̀gɛ́                     | àɣá               |
| 03915 | épouse                                                       | wife                                                        | yɔ̂ː                        | yɛ̀ / -mù                                     | yɛ̌ː / yàwóː                                                                   | yǎː-rⁿá / yǎː-m                            | yàà-ná                                                        | yǎ-m / yǎː                                                                       | yǎ-ŋ                          | yǎ-m / yǎː                       | yⁿàrⁿú / yⁿǎ-m                                | ñɛ̌                       | ñɛn                               | ñɛ̌-n                                  | ñà-rⁿú / ñǎ-m           | ñɛ̌-m              |
| 04062 | dogon (personne)                                             | Dogon (person)                                              | éjè                        | dɔ̀gɔ́                                         | dɔ́gɛ̀ / dɔ́gɔ̀ː                                                                  | dɔ̀gɔ̀-nɔ́ / dɔ̀gɔ̀-ḿ                           | dɔ̀gɔ̀-nɔ́ / dɔ̀gɔ̌-m                                              | dɔ᷈ː-m / dɔ᷈ː                                                                      | dɔ́gɔ̂                          | dɔ᷈ː-m / dɔ᷈ː                      | tɔ̀rɔ̀-nù-rⁿú / nǔm                             | dɔ̀gɔ̌ⁿ                    | dɔgɔn                             | dɔ̀ɣɔ̌-n                                | dɔ̀gɔ̌-n / dɔ̀gɔ̌-m         | dɔ̀gú-n            |
| 04083 | (un) peul                                                    | Fulbe person                                                | púndɛ́                      | púlà / púlá-mù                               | púlàndêː / púlàndûː = púlàndôː                                                | púlɔ̀-nɛ̀ / púlɔ̀-m                           | púlɔ́-nɔ̀                                                       | púlɔ̀-m / púlɔ̀ː                                                                   | pírâ, píràːndí                | píndàrú-m / píndàrú              | púlɔ̀-rⁿú = púlɔ̌-n / púlɔ̌-m, púnɔ̀-rⁿú / púlɔ̌-m | púlɛ́ːⁿ                   | pulɔn                             | púlɔ̀-n                                | púlɔ̀-n / púlɔ̀-m         | púlɔ̀-n            |
| 04086 | mossi                                                        | Mossi                                                       | móːsì                      | mùzù / mùzù-mù                               | mòːsí / mòːsí-mbó                                                             | mùɲù-nɛ́ / mùɲù-ḿ                           | mɔ̀ɔ̀sú                                                         | mùnjú-m / mùnjú                                                                  | mòːsí, mùsí                   | m̀bùsú-m / m̀bùsú                  | mùsì-rⁿí / mùsǐ-m                             | mùñǐⁿ                    | muñun                             | mùñú-n                                | mùnjú-n                 | mùsú-n            |
| 04666 | arc (pour les flèches)                                       | bow (for arrow)                                             |                            | kɔ̀mbɔ̀-cɛ̀m                                    |                                                                               | tôː                                        | tóó                                                           | mùnjù-tôː                                                                        | [tòː-kɛ̀mɛ̀]-béré               | tów                              | téyⁿ                                          | kɔ̀mɔ̀-kɛ̌ⁿ                 | tɔyⁿ                              | tɔ́yⁿ                                  | kúsú                    | tɔ́yⁿ              |
| 04667 | flèche                                                       | arrow                                                       | tɔ́ːⁿ wéː                   | tɛ́ŋ                                          | kɛ̀mɛ́ / kɛ̀̌ː-mbó, mɔ̀ːsù-kɛ̀mɛ́ / -[kɛ̌ː-mbò], kɛ̀mɛ̀ dùr-îː / dùr-îː-mbò             | kɛ́m                                        | tòò kɛ̌m, tòò tànnàà-ý                                         | [mùnjù-cɛ̀m]-yîː                                                                  | [tòː-kɛ̀mɛ̀]-ǹjâ                | tòw-cɛ̌m, tòw-yîː, mùsù-cɛ̌m       | tèyⁿ-ìrⁿú                                     | [kɔ̀mɔ̀-kɛ̀ⁿ]-íːⁿ           | cɛm                               | cɛ̌m                                   | kɛ̌m                     | kɛ̌m               |
| 05013 | donner                                                       | give                                                        | ńdɛ́                        | ńdɛ́ / ǹdà-lí                                 | ǹdɛ́, ǹdírɛ́                                                                    | óbó- / óbú                                 | óbó                                                           | ní                                                                               | ńdí                           | ní                               | ów / ów                                       | ó                        | o                                 | óː                                    | óː                      | óː                |
| 05111 | dire                                                         | say                                                         |                            | dǎm / dàmà-lí                                | gìnɛ́                                                                          | gɛ́- / gɛ́                                   | gɛ̀                                                            | gǔyⁿ                                                                             | kíyɛ́                          | ... gùn                          | gá / gá                                       | pórù / pɔ́-nɔ́             | ga, jɛ                            | gáː, gà, jɛ̀                           | gáː                     | gɛ̀                |
| 05121 | nom personnel                                                | personal name                                               | íní                        | ín                                           | ínèn / ínèn                                                                   | bôy                                        | bóy                                                           | ìnìrⁿîː                                                                          | ǹnèrⁿî, ìnèrⁿî                | ŋìnnîː, ñìnnîː                   | ìsǒŋ                                          | bɔ́ⁿ                      | bon                               | bón                                   | sórⁿú                   | bón               |
| 05374 | un                                                           | one                                                         | yɛ̀ː táːŋgù                 | tùmáː                                        | kúndé                                                                         | túrú                                       | túrú                                                          | tùwⁿɔ́ / tùwⁿɔ̂-m / tùwⁿɔ́-yɛ̀                                                       | tùmâ                          | tùmá                             | túrú                                          | túrú                     | turu                              | túrú                                  | túrú                    | túrú              |
| 05379 | deux                                                         | two                                                         | nɛ́ːŋgá                     | nɔ́ː, yè-nɔ́ː                                  | nôːy                                                                          | lɛ́y                                        | néé                                                           | yěy                                                                              | wǒy                           | yǒy                              | lěy                                           | lɔ́y, lɔ́ːy                | lɛy                               | lɛ̌y                                   | lěy                     | lɛ̌y               |
| 05380 | trois                                                        | three                                                       | táːndì                     | táːndù, yè-táːndù                            | tàːndîː                                                                       | tǎːn                                       | tààndú                                                        | tàːnú                                                                            | tàːndǐː                       | tàːní                            | tàːlí                                         | tǎːn, tàːnú              | tan                               | tǎːn                                  | tàːlú                   | tàːnú             |
| 05381 | quatre                                                       | four                                                        | kɛ́ːjɔ́                      | cɛ́zɔ́, yè-cɛ́zɔ́                                | kɛ́ːjɛ̀y                                                                        | nǎyⁿ                                       | nǎy                                                           | nǐːyⁿ                                                                            | nɔ̌yⁿ                          | nìŋŋěyⁿ                          | nǎy                                           | nǎyⁿ                     | nayⁿ                              | nǎyⁿ                                  | nǎyⁿ                    | nǎyⁿ              |
| 05382 | cinq                                                         | five                                                        | núːmò                      | nûm, yè-nûm                                  | nùmîː                                                                         | nùmɔ́rⁿɔ́                                    | ǹnɔ́                                                           | nùmǔyⁿ                                                                           | nìmǐː                         | nùmmǔyⁿ                          | nǔːy                                          | núnɛ́ːⁿ, nùnɛ́ːⁿ           | nuyⁿ                              | nǔːyⁿ                                 | nùmǐː                   | nǔːyⁿ             |
| 05383 | six                                                          | six                                                         | kúléyⁿ                     | kúlé. yè-kúlé                                | kúlèy                                                                         | kúlòy                                      | kúlóy                                                         | kúròy                                                                            | kúrê                          | kúròy                            | kúróy                                         | kúréː                    | kuroy                             | kúróy                                 | kúróːy                  | kúróy             |
| 05384 | sept                                                         | seven                                                       | sɔ́ːlì                      | swɛ́ː, yè-swɛ́ː                                | swɛ̂y                                                                          | sɔ̂y                                        | sɔ́y                                                           | súyⁿɔ̀yⁿ                                                                          | súyɛ̂                          | síyⁿɔ̀yⁿ                          | sóyⁿ                                          | sɔ̂ː                      | suyⁿ                              | sûyⁿ                                  | sûyⁿ                    | sûyⁿ              |
| 05385 | huit                                                         | eight                                                       | séːlè                      | sáːgè, yè-sáːgè                              | sáːgìː                                                                        | gágàrà                                     | gágìrà                                                        | gáːrày                                                                           | gáːrɛ̀                         | gáːrày                           | gáːrà                                         | sìlâː                    | gara                              | gáːrà                                 | gáːrà                   | gáːrà             |
| 05386 | neuf (numéro)                                                | nine                                                        | tóːwà                      | twâː, yè-twâː                                | twây                                                                          | tùwɔ́                                       | túwwɔ́                                                         | tèːsǐm                                                                           | tèːsǐː                        | tèːsúm                           | láːrà                                         | tùwâː                    | laruwa                            | láːrúwà                               | láːrwà                  | láːrúwà           |
| 05387 | dix                                                          | ten                                                         | pɛ́ːlù                      | píyɛ́l, yè-píyél                              | píyɛ́lì                                                                        | pɛ́l                                        | pɛ́lú                                                          | pɛ́rú                                                                             | pɛ́ːrù                         | pɛ́ːrú                            | pɛ́ːrú                                         | pɛ́rú                     | pɛru                              | pɛ́rú                                  | pɛ́rú                    | pɛ́rɛ́              |
| 05404 | cent                                                         | hundred                                                     | sìŋgì ndó pɛ́ːnɛ́ːŋgà        | tɛ́mɛ̀dɛ̀rɛ̀                                     | kɛ̀ːsǔm má pɔ̌ːnɔ̀y, tɛ́ːmɛ̀ndɛ́rɛ̀                                                  | sǔm, tɛ́mtɛ̀rɛ̀                               | tɛ́mìndɛ̀, kɛ̀ɛ̀súm lé pɛ̀ɛ̀-néé, súm                               | tɛ́ːmɛ́dɛ́rɛ̀                                                                        | tɛ́ːmɛ́dérɛ̀, tɛ́ːmdɛ́rɛ̀           | tɛ́ːmbɛ̀ndɛ́rɛ̀, tɛ́ːmɛ̀dɛ́rɛ̀           | zǎŋ, zàŋú, zàŋgú                              | tɛ́mdɛ́rɛ̀                  | suŋ, tɛmdɛrɛ                      | sǔŋ, tɛ́ːmdɛ́rɛ̀                         | tɛ́ːmdɛ́rɛ̀                | sùŋú              |
| 05405 | mille                                                        | thousand                                                    | múnjù                      | mùzò                                         | mùjú                                                                          | mùɲú                                       | mùnjó, tɛ́mìndɛ̀ néé                                            | mùsú                                                                             | mùsú                          | m̀bùsú                            | zɛ́mbɛ̀rɛ̀                                       | mùñú                     | muñu                              | mùñú                                  | mùsú                    | mùsú              |
| 05410 | compter (des objets), réciter (numéros)                      | count (things), recite (numbers)                            | nógé                       | lùgó / lùgó-lì                               | nìgíl / nìgìlè, játɛ́                                                          | lúgó- / lúgú                               | nígé                                                          | lúwó                                                                             | lúgó                          | lúwó                             | lúgú / lúgó                                   | lúgó                     | lugo                              | lúgó                                  | lúgó                    | lúgó              |
| 05573 | vendre                                                       | sell                                                        | sóːlè                      | dòrⁿó / dòrⁿà-lí                             | túlɛ́                                                                          | dɔ̀rⁿɔ́- / dɔ̌n                               | dónú dɔ̀nɔ́                                                     | tíyɛ́                                                                             | túrɔ́                          | tíyɛ́                             | dɔ̀rú / dɔ̀rɔ́                                   | dɔ̀rⁿɔ́                    | dɔrⁿɔ                             | dɔ̀rⁿɔ́                                 | dɔ̀rⁿɔ́                   | dɔ̀rⁿɔ́             |
| 05575 | acheter                                                      | buy, purchase                                               | swɛ́ː                       | ɛ́bɛ́ / ɛ́bá-lì                                 | dɔ̀nɛ́                                                                          | ɛ́bɛ́- / ɛ́bɛ́                                 | ɛ́bɛ́                                                           | ɛ́wɛ́                                                                              | ɛ́wɛ́                           | ɛ́wɛ́                              | ɛ́w / ɛ́wá                                      | ɛ́wɛ́                      | ɛwɛ                               | ɛ́wɛ́                                   | ɛ́wɛ́                     | ɛ́wɛ́               |
| 05814 | avoir peur de                                                | fear, be afraid of                                          | níːwɔ́ níːwɛ̀ / níːwè, níːwɛ̀ | íbí-yɛ́ / íbí-yá-lì                           | íbí-yɛ́                                                                        | l-ɛ́ː- / l-íː                               | níŋí-yɛ́                                                       | úː-yí                                                                            | úː-yí, ùwá                    | úːwí                             | líw / líwá                                    | líw-ìː/líwɛ́, líy-ìː/líyɛ́ | lɛ                                | lɛ́ː                                   | lɛ́ː                     | lɛ́ː               |
| 05815 | peur                                                         | fear (noun)                                                 | níwɔ́                       | íbɛ̀                                          | ìbìnà-ŋgó, ìbà-ŋgó                                                            | lì-lɛ̌ː, lɛ̂ː                                | níyɛ́                                                          | ùwǎw                                                                             | ùwá                           | wⁿǎn, kǒː                        | líwá                                          | lìwɛ́                     | lilɛ                              | lì-lɛ̌ː                                | lɛ̀-lɛ̌ː                  | lì-lɛ̌ː            |
| 05967 | voir                                                         | see                                                         | mályêː                     | wɔ́ / wà-lí                                   | yɛ́ / yɛ̀                                                                       | yéː / yéː                                  | yɛ̀                                                            | yǐ                                                                               | yǐː                           | yí                               | wɔ́ / wɔ́ / wɔ̀-sɔ́                               | ɔ̌ː                       | ɛ                                 | ɛ́ː                                    | yɛ̌ː / yɛ̀-rí-            | ɛ́ː                |
| 05969 | regarder (qch)                                               | look at                                                     | mályêː                     | tígɛ́ / tígá-lì                               | tár / tàrè                                                                    | yɛ̀nɛ́                                       | yɛ̀-ndɛ́                                                        | tíní                                                                             | ŋìrⁿɛ́                         | tíní                             | ɛ̀lú / ɛ̀lá                                     | gɛ̀r-îː / gɛ̀rɛ́            | yaŋa                              | yàŋá                                  | yɛ̀lɛ́                    | ìŋá               |
| 06076 | écouter (qn, qch)                                            | listen to (sth, sb)                                         | núndyêː                    | nìndí-yó / nìndì-yò-lí                       | ǹdíy / ǹdìyè                                                                  | kíŋ-ɛ́ː / kíŋ-íː                            | kééní-yé                                                      | dìlé                                                                             | dèndé                         | dìndé                            | cérú / céré, hɛ́ttìnà kárⁿú / kárⁿá            | kéŋìrì / kéŋéré          | cegere                            | cégéré                                | cégéré                  | kégéré            |
| 06132 | pleurer (verbe)                                              | weep (verb only)                                            | wɛ́ː                        | yɛ́ / yá-lì                                   | ñɛ́ / ñɛ̀                                                                       | píː- / píː, yéː / yéː                      | píyé                                                          | yɔ́                                                                               | kóyó                          | yɔ́                               | yí / yɛ́, pí / pé                              | kɔ́ːⁿ                     | ɛⁿ, pe                            | ɛ́ːⁿ, péː                              | kóyó                    | ɛ́ːⁿ               |
| 06224 | flairer, sentir (une odeur)                                  | sniff, smell (an odor)                                      | súnjé                      | sínzíyó / sínzíyé-lì                         | gíŋ / gìŋè                                                                    | jìɲ-ɛ́ː- / jìɲ-íː                           | sámbá                                                         | jǐːⁿ                                                                             | gǐːyⁿí                        | tíní                             | súⁿsú / súⁿsɔ́                                 | sámá                     | jiñe                              | jìñé                                  | jìŋgé                   | gìsé              |
| 06264 | (goût) doux, sucré                                           | sweet, sugary (taste)                                       | ɛ́llá / ɛ́lɛ́lá               | ɛ̌l                                           | ɛ̀lí-yè / ɛ̌l-ŋgò                                                               | ɛ̂ːl ~ ɛ́lɛ̀l                                 | ɛ́lɛ́lú                                                         | ɛ́rìm                                                                             | ɛ́rî                           | ɛ́rùm                             | ètú                                           | ɛ́lú                      | eru                               | érù                                   | érù                     | érù               |
| 06276 | (goût) amer                                                  | bitter (in taste)                                           | kárákárá kánní             | gàl                                          | gàlí-yè / gàlú-ŋgò                                                            | gálàl                                      | gálálú                                                        | gárìm, gárùm                                                                     | gárî                          | gàrǔm                            | gòlú                                          | kágárá                   | jeru                              | jéːrù                                 | gérù                    | géːrù             |
| 06287 | (goût) aigre (de tamarin, etc.)                              | sour, acidic, acrid (taste, e.g. of tamarind)               | tóːⁿ- tóːⁿ kánní           | dǎn                                          | àmí-yè / ǎm-gò                                                                | âːm                                        | ámám                                                          | párìm, párùm                                                                     | párî                          | párùm                            | nôm                                           | tɔ́ⁿ-tɔ́ⁿ                  | nɔm                               | nɔ̂m                                   | lôm                     | nɔ̂m               |
| 06360 | corde                                                        | rope, cord                                                  | síŋgì                      | sùŋ                                          | sǐː-ŋgó / sǐː                                                                 | sǔm                                        | súm                                                           | sùŋgú                                                                            | sěŋ, sèŋí                     | sòŋgú                            | sǔŋ                                           | sùŋú                     | suŋ                               | sǔŋ                                   | sùŋgú                   | sùŋú              |
| 06526 | serrer (bras etc.) avec le bras                              | squeeze (e.g. arm) with one's hand                          | kámmì                      | kám, pɔ́ndɔ́                                   | kám / kàmè                                                                    | káwⁿá- / káwⁿú                             | kámá                                                          | pɔ́rɔ́                                                                             | pɔ́rɔ́, kámá                    | kámá, pɔ́rɔ́                       | kám / káwⁿá = káːⁿ                            | káwⁿá                    | kɔwⁿɔ                             | kɔ́wⁿɔ́                                 | pɔ́rɔ́                    | kɔ́wⁿɔ́             |
| 06542 | pousser                                                      | push                                                        | túmbyêː                    | dàmbú / dàmbà-lí                             | dàmbí / dàmbè                                                                 | dàmá- / dámú                               | dàmbá                                                         | dàmbí                                                                            | dàmbí                         | dàmbí                            | dǎm / dàwⁿá                                   | dèmé                     | dama                              | dàmá                                  | dàmbá                   | dàmá              |
| 06546 | tirer (qch)                                                  | pull (sth)                                                  | gímbɛ́ / gɔ́bɛ́               | dìlíyó / dìlìyò-lí                           | jùmbɛ́                                                                         | bìɲɛ́- / bìɲɛ́                               | bìnjé                                                         | bàsá                                                                             | bàsá                          | bàsá                             | gàgú / gàgá                                   | bàjá                     | baja                              | bàjá                                  | bàsá                    | bàsá              |
| 06761 | abattre (arbre, avec hache)                                  | chop down, cut down (tree, with ax)                         | kɛ́rɛ́                       | jɛ́ / jà-lí, dèŋé / dèŋè-lí                   | jɔ̀gɛ́                                                                          | jàrá                                       | dàá                                                           | tɛ́rɛ́                                                                             | tɛ́rɛ́, dèŋgé                   | dìŋgírí                          | tɛ́rú / tɛ́rá                                   | kɛ́jɛ́                     | tɛrɛ                              | tɛ́rɛ́                                  | tɛ́rɛ́                    | tɛ́rɛ́              |
| 06910 | creuser (qch)                                                | dig (sth)                                                   | gánjé                      | gùló / gùlò-lí                               | gǔl / gùlè                                                                    | gùló- / gǔl                                | gùló, wànjá                                                   | gànjí                                                                            | gànjí, gùnjó                  | gàzí                             | gàsú / gàsá                                   | jǎː                      | jaⁿ                               | jǎːⁿ                                  | gànjá                   | zǎːⁿ              |
| 06922 | dormir (verbe)                                               | sleep (verb only)                                           | nóːyè                      | nìyⁿé / nìyⁿé-lì                             | nóy / nòyè                                                                    | yéː- / yéː ("see")                         | yéyí-yé                                                       | níːyⁿí                                                                           | níyⁿɛ́                         | níyⁿɛ́                            | léy / léyó                                    | nɔ́wⁿ-ìː                  | ni                                | níː                                   | níyⁿé                   | níː               |
| 06934 | réver (verbe)                                                | dream (verb only)                                           | ámánjè                     | màzíndí-yɛ́ / màzìndì-yà-lí                   | màŋgírí-yɛ́                                                                    | yèlé- / yèlé                               | yèlé                                                          | dìré                                                                             | mònjúró                       | dìré                             | mòːsú / mòːsó                                 | mùñúrⁿù / mùñɔ́rⁿɔ́        | muño                              | mùñó                                  | mɔ̀ːñɔ́                   | mòsó              |
| 06991 | couteau                                                      | knife                                                       | tálá                       | pòl                                          | pòlé / pǒl-mbó                                                                | pǒl                                        | pòlú                                                          | pǒː                                                                              | pòrí                          | pǒː                              | pèrú                                          | síːnɛ́                    | siru                              | sìrú                                  | sìrú                    | sìrú              |
| 07027 | venir                                                        | come                                                        | égé                        | wó / wò-lí                                   | wé / wè                                                                       | wɛ̀lɛ́- / wɛ̀lɛ́                               | yɛ̀lɛ́                                                          | yɛ̌                                                                               | yěː                           | wɔ́ / wá                          | yèrú / yèrí                                   | yɛ̀rɛ́                     | yɛrɛ                              | yɛ̀rɛ́                                  | wǎː                     | yɛ̀rɛ́              |
| 07166 | courir                                                       | run                                                         | dúgúrè                     | zɔ̀bɔ́ / zɔ̀bà-lí                               | yɔ̀bɛ́                                                                          | jɔ̀bɔ́- / jɔ̀bú                               | jɔ̀bɔ́                                                          | yɔ̀ɣɔ́                                                                             | yɔ̀gɔ́                          | yɔ̀wɔ́                             | zɔ̌w / zɔ̌ː                                     | jɔ̀wɔ́                     | jɔwɔ                              | jɔ̀wɔ́                                  | jɔ̀wɔ́                    | zɔ̀wɔ́              |
| 07239 | (oiseau etc.) voler                                          | (e.g. bird) fly                                             | pílyêː                     | kílíyé / kílíyé-lì                           | pírí-y / pìrì-yè, pílí-y / pìlì-yè                                            | kíl-ɛ́ː                                     | kíílí-yé                                                      | kísíyé                                                                           | kísíyé                        | kísíyé                           | círú / círó                                   | kìrí kírìː               | cire                              | círé                                  | kíríyé                  | píré              |
| 07541 | laver (vêtement)                                             | wash (clothing)                                             | mɔ́gɛ́                       | mɔ̀gɔ́ / mɔ̀gà-lí                               | mɔ̀gɛ́                                                                          | súmɔ́- / súmɔ́                               | mɔ̀gɔ́                                                          | mɔ̀ɣɔ́                                                                             | mɔ̀gɔ́                          | súkó                             | mɔ̀gú / mɔ̀gɔ́                                   | súmɔ́                     | sumo                              | súmó                                  | súmbɔ́                   | súmó              |
| 07590 | noir, sombre                                                 | black, dark                                                 | wɛ́rɛ́dɛ́                     | jìmɛ́, jɛ̀mɛ́                                   | jɛ́mɛ̀ / jɛ́mɛ̀-ŋgò                                                               | gɛ́m                                        | gɛ́m                                                           | jéwⁿè-wⁿ / jéwⁿè-m / jéwⁿè-yè                                                    | jɛ́mí                          | jɛ̀mɛ̂yⁿ                           | jɛ́m                                           | gɛ́ⁿ                      | jɛm                               | jɛ́m                                   | jém                     | gɛ́m               |
| 07594 | blanc, de couleur légère                                     | white, light-colored                                        | tómbò                      | pílɛ́                                         | pílɛ̀ / pílɛ̀-ŋgò                                                               | píl                                        | pílú                                                          | pílɛ́ / pílɛ́-m / pílɛ́-yɛ̀                                                          | pírí                          | píndɛ́                            | pírú                                          | pírí                     | piru                              | pírú                                  | pírí                    | pírú              |
| 07599 | vert                                                         | green                                                       | kɔ́jí kólò                  | vɛ̀rú                                         | wɛ́rɛ̀ / wɛ́rɛ̀-ŋgò                                                               | wɛ́r                                        | wɛ́rú                                                          | sàwà ɔ̀rú                                                                         | sàwà ɔ̀rí                      | sàwà ɔ̀rú-m                       | sɔ̀lɔ̀-ɔ̀rú                                      | bèrù-ɔ̀rú                 | ɔyɔɔru                            | ɔ̀yɔ̀ ɔ̀rú                               | ɔ̀yɔ̀ ɔ̀rú                 | ɔ̀yɔ̀ ɔ̀rú           |
| 07601 | bleu                                                         | blue                                                        | búlɔ́búlɔ̀                   | bùlɔ̀-búlɔ̀                                    | bùlà-búlà / bùlà-búlà-ŋgò                                                     | bùlɔ̀-búlɔ̀                                  | bùlɔ̀-búlɔ́, àlà-kàlà gìɲɲí-yé                                  | bóːgúm, bùlɔ̀-búlɔ̀                                                                | bógí, búlà-búlà               | búlà-búlà                        | búlà                                          | yɛ́rú                     | bulɔbulɔ, yarumanajeju            | bùlɔ̀-búlɔ́, yàrù-mànà jèjú             | bùlɔ̀-búlɔ̀               | bùlɛ̀búlɛ̀          |
| 07602 | rouge (y compris brun et orange)                             | red (including brown and orange)                            | búnú                       | bǎn                                          | bánè / bán-gò                                                                 | bán                                        | bánú                                                          | bárⁿà-wⁿ / bárⁿà-m / bárⁿà-yɛ̀                                                    | bárⁿí                         | bàrⁿâyⁿ                          | bárⁿú                                         | báⁿ                      | ban                               | bán                                   | bárⁿú                   | bán               |
| 07606 | jaune                                                        | yellow                                                      | pòrò pùná                  | lòl-púrⁿá                                    | nòːl-[púnɛ̀-ŋgò] / nòːl-púnɛ̀, ɔ́ːlà-ŋgò / ɔ́ːlɛ̀                                  | [yùlɔ̀-pɔ̀rⁿɔ]̀-kɔ̌l                           | ɔ́ɔ̀lɔ̀, yùlɔ̀ púnɔ́                                               | nɔ̀rⁿɔ̀y pírⁿà                                                                     | nàrⁿà-pírⁿâ                   | nɔ̀rⁿɔ̀ pírⁿà, ɔ́ːlɔ̀                | síttì                                         | yɔ̀rɔ̀-pùrⁿú               | yɔrɔpirⁿe                         | yɔ̀rɔ̀ pìrⁿé                            | ɔ́ːlà, ñɛ̀ːrⁿɛ̀-pìrⁿɛ́      | sáy               |
| 07672 | se mouiller, ê. mouillé                                      | be or become wet                                            | ɛ́mbɛ́                       | ɔ́lɔ́-ndí-yɛ́ / ɔ́lɔ́-ndí-yá-lì, émíyé / émíyé-lì | témbí-y / tèmbì-yè                                                            | ɛ́n-ɛ́ː                                      | ɛ́nní-yɛ́                                                       | ɔ́lú-rú                                                                           | tɛ́mbí-yí, ɔ́rɔ́-ndíyé           | ɔ́ndíré                           | ɔ́tú / ɔ́tɔ́                                     | ɔ́r-ìː                    | tɛmɛ                              | tɛ́mɛ́                                  | tɛ́mbí-yɛ́                | tɛ́mɛ́              |
| 07692 | ê. sec, (objet mouillé) devenir sec, se sécher               | be dry, (sth wet) dry out                                   | máːyⁿè                     | màyɛ́ / màyà-lí                               | mǎy / màyè                                                                    | mǎː-ŋ-ɛ́ː- / mǎː-ŋ-íː                       | mààŋí-yɛ́                                                      | màyⁿá                                                                            | mǎː                           | má                               | mǎyⁿ / màyⁿá                                  | mǎː-ŋ̀                    | mayⁿa                             | màyⁿá                                 | màyⁿá                   | màyⁿá             |
| 07759 | (lame) tranchant, affilé                                     | sharp (blade)                                               | ɲáːɲáː kánní               | sìːⁿ                                         | ɛ̀lí-yè / ɛ̀lú-mbò                                                              | ɛ̂ːl                                        | ɛ́lɛ́lú, yágárú                                                 | yágùm, ɛ́rúm                                                                      | ɛ́rî                           | ɛ́rùm                             | lìsí                                          | ñíːñí                    | eru                               | érù                                   | érù                     | ñéyⁿ              |
| 07775 | (lame) émoussé                                               | blunt, not sharp (blade)                                    | dúmbé                      | dònù                                         | dùmbé / dùmbú-mbó                                                             | dùmɲǐː                                     | dúŋgú                                                         | dùmbú                                                                            | dùmbí                         | dùmbú                            | dùnú                                          | dùmú                     | dum                               | dǔm                                   | dùmbú                   | dǔm               |
| 07779 | lourd                                                        | heavy                                                       | dɔ́ŋgá                      | tùjù                                         | nìmí-yè / nǐm-gò                                                              | démɛ́                                       | túgóm                                                         | dùsú                                                                             | dúsî                          | dùsú-m / dùsûː                   | dùsú                                          | dògú                     | duju                              | dùjú                                  | dùsú                    | dùsú              |
| 07783 | léger                                                        | lightweight                                                 | yáw-yáw kánní              | ɛ̀n                                           | yɛ̀rí-yè / yɛ̌r-ŋgò, [yɛ́rɛ́w nɛ̀]                                                 | yóló, wɛ́y                                  | wɛ́y                                                           | ñɛ̀rⁿú                                                                            | ɛ́rⁿî                          | yɛ́mbɛ̀                            | ɛ́rú                                           | ñɛ́rⁿú                    | ñɛn                               | ñɛ́n                                   | ñɛ́rⁿú                   | ñɛ́n               |
| 07839 | (mouvement, chemin) droit, direct (adverbe)                  | straight (motion, road) (adverb)                            | díwⁿ=                      | dém=                                         | dém= nè, dé= nè                                                               | dém=                                       | dém-ní                                                        | dém=                                                                             | dém=                          | dém=                             | dém=                                          | dɛ́wⁿ=                    | dem                               | dém=                                  | dém=                    | dém=              |
| 07910 | (récipient) plein                                            | full (container)                                            | jwéː                       | bǎː                                          | jòyóː / jòyéː                                                                 | jóː                                        | jòáá-dɛ̀                                                       |                                                                                  | báː                           |                                  | zú                                            | jó= káⁿ                  | jo                                | jóː                                   | jóː                     | zóː               |
| 07926 | (récipient) vide                                             | empty (container) (adj)                                     | sálá                       | ìzɛ̀                                          | ìnjɛ́ː / ìnjɛ́-ŋgó                                                              | kóːló                                      | ísé                                                           | kòrǒy                                                                            | kóró, ǹjɛ̀ nàːrⁿí              | sùzíⁿ=                           | péré                                          | kǒː                      | wom                               | wóm                                   | péːré                   | wóm               |
| 07935 | bon                                                          | good                                                        | pɔ́lɔ́                       | síyɛ́                                         | náláː / náléː, nɛ̌y-yè / nɛ̌y-ŋgò                                               | ɛ̀jú                                        | síɛ́, dàgáá-dɛ̀                                                 | ɛ̀sú                                                                              | ɛ̀sí                           | ɛ̀sú-m / ɛ̀sú                      | jɛ̀rⁿú                                         | sɛ́ⁿ                      | ɛju                               | ɛ̀jú                                   | ɛ̀sú                     | ɛ̀sú               |
| 07969 | mauvais                                                      | bad, no good                                                | yáːlá                      | gòmò / -mù, sálá / -mù                       | nɛ̀ːndɛ́ː / nèːndáː                                                             | mɔ̀ɲú                                       | pàdíɛ́, sálá, yámú                                             | mɔ̀sú                                                                             | mɔ̀sí, gɔ̀mî                    | m̀bɔ̀sú                            | mɔ̀sú, m̀bɔ̀sú                                   | mɔ̀ñú                     | mɔñu                              | mɔ̀ñú                                  | mɔ̀sú                    | mɔ̀sú              |
| 08100 | froid, frais (eau, etc.)                                     | cold (e.g. water)                                           | kéló                       | kèːzù                                        | yégèlè / yégèlè-ŋgè                                                           | kâːl                                       | yégélú                                                        | tâm                                                                              | támî                          | tâm                              | tôm                                           | kélú                     | tom                               | tôm                                   | tôm                     | tôm               |
| 08109 | (ré)chauffer (qch)                                           | heat (sth), make hot                                        |                            | ɔ́j-jɛ́-mɛ́ / ɔ́j-jɛ́-má-lì                       | wàyá-m / wàyà-mè                                                              | ɔ́g-ɛ́ː-mɔ́                                   | ɔ́gí-rɔ́                                                        | ɔ́wyú-wú                                                                          | ɔ́gí-yɛ́-mí                     | ɔ́wíː-mí                          | dɔ̀y-kú / dɔ̀y-kɔ́                               | núwⁿ-ɛ́ː-m̀                | ɔgɔrɔ                             | ɔ́gɔ́-rɔ́, ɔ́ɣɔ́-rɔ́                        | ɔ́gú-wɔ́                  | ɔ́gɔ́-rɔ́            |
| 08112 | chaleur (température)                                        | hot weather, heat (temperature)                             | úgyêː                      | úzú                                          | dwɛ̀yⁿ-ŋgó                                                                     | ùjɔ́                                        | údú                                                           | ɔ̂w                                                                               | sǒy                           | ɔ̀rⁿɔ̀ ɔ̂wⁿ                         | púpúlé                                        | ù-ùgɔ́                    | ɔgu, ogu                          | ɔ́gù                                   | sò-sǒy                  | ɔ́gù               |
| 08118 | brûler (viande etc.) sur un feu                              | burn (e.g. meat) on a fire                                  | yáːrè                      | dɔ̀dɔ́ / dɔ̀dà-lí                               | dǎːn / dàːnè                                                                  |                                            | yɔ̀ɔ̀rɔ́                                                         | dɔ̌ỳ dɔ̌, dɔ̌                                                                       | dɔ̌ː                           | dɔ́, díː-rí                       | lɔ́gú-m / lɔ́gú-mɔ́                              | yɔ̌ːrì                    | dɛ                                | dɛ̌ː                                   | yɔ̀ːrɔ́                   | dɛ̌ː               |
| 08163 | ombre                                                        | shade, shadows                                              | kíndó                      | kìndè                                        | kìndôː / kìndêː                                                               | kìnîː                                      | kìndíyé                                                       | kì-kìlêː, kì-kìlé                                                                | kìndê                         | kìndôː                           | cìló                                          | kìné                     | cicine, cin                       | cì-cìné, cǐn                          | kì-kìlé                 | kìkìné            |